# Phòng thủ Sicilia, Phương án con rồng
Trong cờ vua, Phương án con rồng là một trong những diễn biến chính của khai cuộc phòng thủ Sicilia, bắt đầu bằng những nước sau:
1. e4 c5
2. Mf3 d6
3. d4 cxd4
4. Mxd4 Mf6
5. Mc3 g6
Trong phương án này, Đen fianchetto  Tượng ô đen lên đường chéo h8-a1. Đây là một trong những biến sắc nét nhất trong phòng thủ Sicilian cũng như trong khai cuộc cờ vua nói chung.
Hình thế hiện đại của phương án con rồng có nguồn gốc từ kỳ thủ người Đức Louis Paulsen vào khoảng những năm 1880. Henry Bird là kỳ thủ thường xuyên chơi phương án này trong thập niên đó, về sau nó được hưởng ứng chung bởi Harry Nelson Pillsbury và một số kiện tướng khác vào những năm 1900.
Tên gọi "con rồng" được đặt ra lần đầu bởi kiện tướng người Nga đồng thời là nhà thiên văn học nghiệp dư Fyodor Dus-Chotimirsky, người đã nhận thấy sự giống nhau giữa cấu trúc Tốt cánh Vua của Đen và chòm sao Thiên Long (Draco).

## Tấn công Yugoslav: 6.Te3 Tg7 7.f3 0-0 8.Hd2 Mc6
Tấn công Yugoslav được xem là diễn biến chính đem đến tối đa số lượng cơ hội cho cả hai bên, tiếp tục với:
6. Te3 Tg7 7. f3
Nước 7.f3 đã bảo vệ ô e4 và ngăn không cho Đen chơi...Mg4 quấy nhiễu Tượng ô đen của Trắng đang ở e3. Đen không thể chơi 6.Te3 Mg4?? ngay lập tức vì 7.Tb5+ sẽ khiến họ mất quân, do sau nước bắt buộc 7...Td7 Trắng có thể Hxg4 ăn Mã g4 do Tượng d7 đã bị giằng.
7... 0-0 8. Hd2 Mc6
đến đây về cơ bản có hai nhánh chính: 9. 0-0-0 thiên về lối chơi vị trí trong khi 9. Tc4 dẫn đến thế trận mang tính chiến thuật cao.
Tấn công Yugoslav là ví dụ tiêu biểu cho tinh thần của phương án con rồng: hai bên đẩy Tốt ở hai cánh khác nhau nhắm thẳng đến việc chiếu mat (chiếu hết) Vua đối phương. Trắng sẽ cố gắng phá vỡ hệ thống phòng thủ của Đen bên cánh Vua, tập trung vào cột h và từ đó chiếu mat Vua Đen, còn Đen sẽ tìm kiếm cơ hội phản công bên cánh Hậu. Chiến lược điển hình của Trắng là đổi quân Tượng ô đen bằng Te3-h6, sau đó thí quân để mở cột h, khai thác áp lực trên đường chéo a2-g8 và ô yếu điểm d5.
Đen thường sẽ phản công bên cánh Hậu, sử dụng Tốt bên cánh đó, cùng với Xe và Tượng ô đen. Đôi khi Đen chơi h5 (phương án Soltis) để phòng thủ trước đợt tấn công của Trắng bên cánh Vua. Những hướng đi điển hình khác cho Đen là đổi Tượng ô trắng bằng Mc6–e5–c4, gây áp lực lên cột c, đổi quân hy sinh  ở ô c3, tiến Tốt b và gây áp lực lên đường chéo dài. Đen thường sẽ bỏ qua nước...a6 vì nếu như vậy Trắng nhìn chung sẽ thắng trong cuộc chiến đẩy Tốt do Đen có Tốt ở g6 giúp Trắng tấn công nhanh hơn. Nhìn chung, Trắng thường sẽ tránh tiến các Tốt a2/b2/c2, và như thế lực lượng Tốt của Đen bên cánh Hậu gần như luôn luôn chậm hơn Trắng bên cánh Vua. Đen thường có thể đạt được một tàn cuộc chấp nhận được kể cả sau khi đổi quân hy sinh do đối phương có Tốt chồng cũng như việc họ đã thí Tốt h.

### Tấn công Yugoslav với 9.0-0-0
|   | a | b | c | d | e | f | g | h |   |
| 8 | a8 black rook · f8 black rook · g8 black king · a7 black pawn · b7 black pawn · e7 black pawn · f7 black pawn · h7 black pawn · e6 black bishop · f6 black bishop · g6 black pawn · f3 white pawn · a2 white pawn · b2 white pawn · c2 white pawn · g2 white pawn · h2 white pawn · b1 white king · d1 white queen · f1 white bishop · h1 white rook | a8 black rook · f8 black rook · g8 black king · a7 black pawn · b7 black pawn · e7 black pawn · f7 black pawn · h7 black pawn · e6 black bishop · f6 black bishop · g6 black pawn · f3 white pawn · a2 white pawn · b2 white pawn · c2 white pawn · g2 white pawn · h2 white pawn · b1 white king · d1 white queen · f1 white bishop · h1 white rook | a8 black rook · f8 black rook · g8 black king · a7 black pawn · b7 black pawn · e7 black pawn · f7 black pawn · h7 black pawn · e6 black bishop · f6 black bishop · g6 black pawn · f3 white pawn · a2 white pawn · b2 white pawn · c2 white pawn · g2 white pawn · h2 white pawn · b1 white king · d1 white queen · f1 white bishop · h1 white rook | a8 black rook · f8 black rook · g8 black king · a7 black pawn · b7 black pawn · e7 black pawn · f7 black pawn · h7 black pawn · e6 black bishop · f6 black bishop · g6 black pawn · f3 white pawn · a2 white pawn · b2 white pawn · c2 white pawn · g2 white pawn · h2 white pawn · b1 white king · d1 white queen · f1 white bishop · h1 white rook | a8 black rook · f8 black rook · g8 black king · a7 black pawn · b7 black pawn · e7 black pawn · f7 black pawn · h7 black pawn · e6 black bishop · f6 black bishop · g6 black pawn · f3 white pawn · a2 white pawn · b2 white pawn · c2 white pawn · g2 white pawn · h2 white pawn · b1 white king · d1 white queen · f1 white bishop · h1 white rook | a8 black rook · f8 black rook · g8 black king · a7 black pawn · b7 black pawn · e7 black pawn · f7 black pawn · h7 black pawn · e6 black bishop · f6 black bishop · g6 black pawn · f3 white pawn · a2 white pawn · b2 white pawn · c2 white pawn · g2 white pawn · h2 white pawn · b1 white king · d1 white queen · f1 white bishop · h1 white rook | a8 black rook · f8 black rook · g8 black king · a7 black pawn · b7 black pawn · e7 black pawn · f7 black pawn · h7 black pawn · e6 black bishop · f6 black bishop · g6 black pawn · f3 white pawn · a2 white pawn · b2 white pawn · c2 white pawn · g2 white pawn · h2 white pawn · b1 white king · d1 white queen · f1 white bishop · h1 white rook | a8 black rook · f8 black rook · g8 black king · a7 black pawn · b7 black pawn · e7 black pawn · f7 black pawn · h7 black pawn · e6 black bishop · f6 black bishop · g6 black pawn · f3 white pawn · a2 white pawn · b2 white pawn · c2 white pawn · g2 white pawn · h2 white pawn · b1 white king · d1 white queen · f1 white bishop · h1 white rook | 8 |
| 7 | a8 black rook · f8 black rook · g8 black king · a7 black pawn · b7 black pawn · e7 black pawn · f7 black pawn · h7 black pawn · e6 black bishop · f6 black bishop · g6 black pawn · f3 white pawn · a2 white pawn · b2 white pawn · c2 white pawn · g2 white pawn · h2 white pawn · b1 white king · d1 white queen · f1 white bishop · h1 white rook | a8 black rook · f8 black rook · g8 black king · a7 black pawn · b7 black pawn · e7 black pawn · f7 black pawn · h7 black pawn · e6 black bishop · f6 black bishop · g6 black pawn · f3 white pawn · a2 white pawn · b2 white pawn · c2 white pawn · g2 white pawn · h2 white pawn · b1 white king · d1 white queen · f1 white bishop · h1 white rook | a8 black rook · f8 black rook · g8 black king · a7 black pawn · b7 black pawn · e7 black pawn · f7 black pawn · h7 black pawn · e6 black bishop · f6 black bishop · g6 black pawn · f3 white pawn · a2 white pawn · b2 white pawn · c2 white pawn · g2 white pawn · h2 white pawn · b1 white king · d1 white queen · f1 white bishop · h1 white rook | a8 black rook · f8 black rook · g8 black king · a7 black pawn · b7 black pawn · e7 black pawn · f7 black pawn · h7 black pawn · e6 black bishop · f6 black bishop · g6 black pawn · f3 white pawn · a2 white pawn · b2 white pawn · c2 white pawn · g2 white pawn · h2 white pawn · b1 white king · d1 white queen · f1 white bishop · h1 white rook | a8 black rook · f8 black rook · g8 black king · a7 black pawn · b7 black pawn · e7 black pawn · f7 black pawn · h7 black pawn · e6 black bishop · f6 black bishop · g6 black pawn · f3 white pawn · a2 white pawn · b2 white pawn · c2 white pawn · g2 white pawn · h2 white pawn · b1 white king · d1 white queen · f1 white bishop · h1 white rook | a8 black rook · f8 black rook · g8 black king · a7 black pawn · b7 black pawn · e7 black pawn · f7 black pawn · h7 black pawn · e6 black bishop · f6 black bishop · g6 black pawn · f3 white pawn · a2 white pawn · b2 white pawn · c2 white pawn · g2 white pawn · h2 white pawn · b1 white king · d1 white queen · f1 white bishop · h1 white rook | a8 black rook · f8 black rook · g8 black king · a7 black pawn · b7 black pawn · e7 black pawn · f7 black pawn · h7 black pawn · e6 black bishop · f6 black bishop · g6 black pawn · f3 white pawn · a2 white pawn · b2 white pawn · c2 white pawn · g2 white pawn · h2 white pawn · b1 white king · d1 white queen · f1 white bishop · h1 white rook | a8 black rook · f8 black rook · g8 black king · a7 black pawn · b7 black pawn · e7 black pawn · f7 black pawn · h7 black pawn · e6 black bishop · f6 black bishop · g6 black pawn · f3 white pawn · a2 white pawn · b2 white pawn · c2 white pawn · g2 white pawn · h2 white pawn · b1 white king · d1 white queen · f1 white bishop · h1 white rook | 7 |
| 6 | a8 black rook · f8 black rook · g8 black king · a7 black pawn · b7 black pawn · e7 black pawn · f7 black pawn · h7 black pawn · e6 black bishop · f6 black bishop · g6 black pawn · f3 white pawn · a2 white pawn · b2 white pawn · c2 white pawn · g2 white pawn · h2 white pawn · b1 white king · d1 white queen · f1 white bishop · h1 white rook | a8 black rook · f8 black rook · g8 black king · a7 black pawn · b7 black pawn · e7 black pawn · f7 black pawn · h7 black pawn · e6 black bishop · f6 black bishop · g6 black pawn · f3 white pawn · a2 white pawn · b2 white pawn · c2 white pawn · g2 white pawn · h2 white pawn · b1 white king · d1 white queen · f1 white bishop · h1 white rook | a8 black rook · f8 black rook · g8 black king · a7 black pawn · b7 black pawn · e7 black pawn · f7 black pawn · h7 black pawn · e6 black bishop · f6 black bishop · g6 black pawn · f3 white pawn · a2 white pawn · b2 white pawn · c2 white pawn · g2 white pawn · h2 white pawn · b1 white king · d1 white queen · f1 white bishop · h1 white rook | a8 black rook · f8 black rook · g8 black king · a7 black pawn · b7 black pawn · e7 black pawn · f7 black pawn · h7 black pawn · e6 black bishop · f6 black bishop · g6 black pawn · f3 white pawn · a2 white pawn · b2 white pawn · c2 white pawn · g2 white pawn · h2 white pawn · b1 white king · d1 white queen · f1 white bishop · h1 white rook | a8 black rook · f8 black rook · g8 black king · a7 black pawn · b7 black pawn · e7 black pawn · f7 black pawn · h7 black pawn · e6 black bishop · f6 black bishop · g6 black pawn · f3 white pawn · a2 white pawn · b2 white pawn · c2 white pawn · g2 white pawn · h2 white pawn · b1 white king · d1 white queen · f1 white bishop · h1 white rook | a8 black rook · f8 black rook · g8 black king · a7 black pawn · b7 black pawn · e7 black pawn · f7 black pawn · h7 black pawn · e6 black bishop · f6 black bishop · g6 black pawn · f3 white pawn · a2 white pawn · b2 white pawn · c2 white pawn · g2 white pawn · h2 white pawn · b1 white king · d1 white queen · f1 white bishop · h1 white rook | a8 black rook · f8 black rook · g8 black king · a7 black pawn · b7 black pawn · e7 black pawn · f7 black pawn · h7 black pawn · e6 black bishop · f6 black bishop · g6 black pawn · f3 white pawn · a2 white pawn · b2 white pawn · c2 white pawn · g2 white pawn · h2 white pawn · b1 white king · d1 white queen · f1 white bishop · h1 white rook | a8 black rook · f8 black rook · g8 black king · a7 black pawn · b7 black pawn · e7 black pawn · f7 black pawn · h7 black pawn · e6 black bishop · f6 black bishop · g6 black pawn · f3 white pawn · a2 white pawn · b2 white pawn · c2 white pawn · g2 white pawn · h2 white pawn · b1 white king · d1 white queen · f1 white bishop · h1 white rook | 6 |
| 5 | a8 black rook · f8 black rook · g8 black king · a7 black pawn · b7 black pawn · e7 black pawn · f7 black pawn · h7 black pawn · e6 black bishop · f6 black bishop · g6 black pawn · f3 white pawn · a2 white pawn · b2 white pawn · c2 white pawn · g2 white pawn · h2 white pawn · b1 white king · d1 white queen · f1 white bishop · h1 white rook | a8 black rook · f8 black rook · g8 black king · a7 black pawn · b7 black pawn · e7 black pawn · f7 black pawn · h7 black pawn · e6 black bishop · f6 black bishop · g6 black pawn · f3 white pawn · a2 white pawn · b2 white pawn · c2 white pawn · g2 white pawn · h2 white pawn · b1 white king · d1 white queen · f1 white bishop · h1 white rook | a8 black rook · f8 black rook · g8 black king · a7 black pawn · b7 black pawn · e7 black pawn · f7 black pawn · h7 black pawn · e6 black bishop · f6 black bishop · g6 black pawn · f3 white pawn · a2 white pawn · b2 white pawn · c2 white pawn · g2 white pawn · h2 white pawn · b1 white king · d1 white queen · f1 white bishop · h1 white rook | a8 black rook · f8 black rook · g8 black king · a7 black pawn · b7 black pawn · e7 black pawn · f7 black pawn · h7 black pawn · e6 black bishop · f6 black bishop · g6 black pawn · f3 white pawn · a2 white pawn · b2 white pawn · c2 white pawn · g2 white pawn · h2 white pawn · b1 white king · d1 white queen · f1 white bishop · h1 white rook | a8 black rook · f8 black rook · g8 black king · a7 black pawn · b7 black pawn · e7 black pawn · f7 black pawn · h7 black pawn · e6 black bishop · f6 black bishop · g6 black pawn · f3 white pawn · a2 white pawn · b2 white pawn · c2 white pawn · g2 white pawn · h2 white pawn · b1 white king · d1 white queen · f1 white bishop · h1 white rook | a8 black rook · f8 black rook · g8 black king · a7 black pawn · b7 black pawn · e7 black pawn · f7 black pawn · h7 black pawn · e6 black bishop · f6 black bishop · g6 black pawn · f3 white pawn · a2 white pawn · b2 white pawn · c2 white pawn · g2 white pawn · h2 white pawn · b1 white king · d1 white queen · f1 white bishop · h1 white rook | a8 black rook · f8 black rook · g8 black king · a7 black pawn · b7 black pawn · e7 black pawn · f7 black pawn · h7 black pawn · e6 black bishop · f6 black bishop · g6 black pawn · f3 white pawn · a2 white pawn · b2 white pawn · c2 white pawn · g2 white pawn · h2 white pawn · b1 white king · d1 white queen · f1 white bishop · h1 white rook | a8 black rook · f8 black rook · g8 black king · a7 black pawn · b7 black pawn · e7 black pawn · f7 black pawn · h7 black pawn · e6 black bishop · f6 black bishop · g6 black pawn · f3 white pawn · a2 white pawn · b2 white pawn · c2 white pawn · g2 white pawn · h2 white pawn · b1 white king · d1 white queen · f1 white bishop · h1 white rook | 5 |
| 4 | a8 black rook · f8 black rook · g8 black king · a7 black pawn · b7 black pawn · e7 black pawn · f7 black pawn · h7 black pawn · e6 black bishop · f6 black bishop · g6 black pawn · f3 white pawn · a2 white pawn · b2 white pawn · c2 white pawn · g2 white pawn · h2 white pawn · b1 white king · d1 white queen · f1 white bishop · h1 white rook | a8 black rook · f8 black rook · g8 black king · a7 black pawn · b7 black pawn · e7 black pawn · f7 black pawn · h7 black pawn · e6 black bishop · f6 black bishop · g6 black pawn · f3 white pawn · a2 white pawn · b2 white pawn · c2 white pawn · g2 white pawn · h2 white pawn · b1 white king · d1 white queen · f1 white bishop · h1 white rook | a8 black rook · f8 black rook · g8 black king · a7 black pawn · b7 black pawn · e7 black pawn · f7 black pawn · h7 black pawn · e6 black bishop · f6 black bishop · g6 black pawn · f3 white pawn · a2 white pawn · b2 white pawn · c2 white pawn · g2 white pawn · h2 white pawn · b1 white king · d1 white queen · f1 white bishop · h1 white rook | a8 black rook · f8 black rook · g8 black king · a7 black pawn · b7 black pawn · e7 black pawn · f7 black pawn · h7 black pawn · e6 black bishop · f6 black bishop · g6 black pawn · f3 white pawn · a2 white pawn · b2 white pawn · c2 white pawn · g2 white pawn · h2 white pawn · b1 white king · d1 white queen · f1 white bishop · h1 white rook | a8 black rook · f8 black rook · g8 black king · a7 black pawn · b7 black pawn · e7 black pawn · f7 black pawn · h7 black pawn · e6 black bishop · f6 black bishop · g6 black pawn · f3 white pawn · a2 white pawn · b2 white pawn · c2 white pawn · g2 white pawn · h2 white pawn · b1 white king · d1 white queen · f1 white bishop · h1 white rook | a8 black rook · f8 black rook · g8 black king · a7 black pawn · b7 black pawn · e7 black pawn · f7 black pawn · h7 black pawn · e6 black bishop · f6 black bishop · g6 black pawn · f3 white pawn · a2 white pawn · b2 white pawn · c2 white pawn · g2 white pawn · h2 white pawn · b1 white king · d1 white queen · f1 white bishop · h1 white rook | a8 black rook · f8 black rook · g8 black king · a7 black pawn · b7 black pawn · e7 black pawn · f7 black pawn · h7 black pawn · e6 black bishop · f6 black bishop · g6 black pawn · f3 white pawn · a2 white pawn · b2 white pawn · c2 white pawn · g2 white pawn · h2 white pawn · b1 white king · d1 white queen · f1 white bishop · h1 white rook | a8 black rook · f8 black rook · g8 black king · a7 black pawn · b7 black pawn · e7 black pawn · f7 black pawn · h7 black pawn · e6 black bishop · f6 black bishop · g6 black pawn · f3 white pawn · a2 white pawn · b2 white pawn · c2 white pawn · g2 white pawn · h2 white pawn · b1 white king · d1 white queen · f1 white bishop · h1 white rook | 4 |
| 3 | a8 black rook · f8 black rook · g8 black king · a7 black pawn · b7 black pawn · e7 black pawn · f7 black pawn · h7 black pawn · e6 black bishop · f6 black bishop · g6 black pawn · f3 white pawn · a2 white pawn · b2 white pawn · c2 white pawn · g2 white pawn · h2 white pawn · b1 white king · d1 white queen · f1 white bishop · h1 white rook | a8 black rook · f8 black rook · g8 black king · a7 black pawn · b7 black pawn · e7 black pawn · f7 black pawn · h7 black pawn · e6 black bishop · f6 black bishop · g6 black pawn · f3 white pawn · a2 white pawn · b2 white pawn · c2 white pawn · g2 white pawn · h2 white pawn · b1 white king · d1 white queen · f1 white bishop · h1 white rook | a8 black rook · f8 black rook · g8 black king · a7 black pawn · b7 black pawn · e7 black pawn · f7 black pawn · h7 black pawn · e6 black bishop · f6 black bishop · g6 black pawn · f3 white pawn · a2 white pawn · b2 white pawn · c2 white pawn · g2 white pawn · h2 white pawn · b1 white king · d1 white queen · f1 white bishop · h1 white rook | a8 black rook · f8 black rook · g8 black king · a7 black pawn · b7 black pawn · e7 black pawn · f7 black pawn · h7 black pawn · e6 black bishop · f6 black bishop · g6 black pawn · f3 white pawn · a2 white pawn · b2 white pawn · c2 white pawn · g2 white pawn · h2 white pawn · b1 white king · d1 white queen · f1 white bishop · h1 white rook | a8 black rook · f8 black rook · g8 black king · a7 black pawn · b7 black pawn · e7 black pawn · f7 black pawn · h7 black pawn · e6 black bishop · f6 black bishop · g6 black pawn · f3 white pawn · a2 white pawn · b2 white pawn · c2 white pawn · g2 white pawn · h2 white pawn · b1 white king · d1 white queen · f1 white bishop · h1 white rook | a8 black rook · f8 black rook · g8 black king · a7 black pawn · b7 black pawn · e7 black pawn · f7 black pawn · h7 black pawn · e6 black bishop · f6 black bishop · g6 black pawn · f3 white pawn · a2 white pawn · b2 white pawn · c2 white pawn · g2 white pawn · h2 white pawn · b1 white king · d1 white queen · f1 white bishop · h1 white rook | a8 black rook · f8 black rook · g8 black king · a7 black pawn · b7 black pawn · e7 black pawn · f7 black pawn · h7 black pawn · e6 black bishop · f6 black bishop · g6 black pawn · f3 white pawn · a2 white pawn · b2 white pawn · c2 white pawn · g2 white pawn · h2 white pawn · b1 white king · d1 white queen · f1 white bishop · h1 white rook | a8 black rook · f8 black rook · g8 black king · a7 black pawn · b7 black pawn · e7 black pawn · f7 black pawn · h7 black pawn · e6 black bishop · f6 black bishop · g6 black pawn · f3 white pawn · a2 white pawn · b2 white pawn · c2 white pawn · g2 white pawn · h2 white pawn · b1 white king · d1 white queen · f1 white bishop · h1 white rook | 3 |
| 2 | a8 black rook · f8 black rook · g8 black king · a7 black pawn · b7 black pawn · e7 black pawn · f7 black pawn · h7 black pawn · e6 black bishop · f6 black bishop · g6 black pawn · f3 white pawn · a2 white pawn · b2 white pawn · c2 white pawn · g2 white pawn · h2 white pawn · b1 white king · d1 white queen · f1 white bishop · h1 white rook | a8 black rook · f8 black rook · g8 black king · a7 black pawn · b7 black pawn · e7 black pawn · f7 black pawn · h7 black pawn · e6 black bishop · f6 black bishop · g6 black pawn · f3 white pawn · a2 white pawn · b2 white pawn · c2 white pawn · g2 white pawn · h2 white pawn · b1 white king · d1 white queen · f1 white bishop · h1 white rook | a8 black rook · f8 black rook · g8 black king · a7 black pawn · b7 black pawn · e7 black pawn · f7 black pawn · h7 black pawn · e6 black bishop · f6 black bishop · g6 black pawn · f3 white pawn · a2 white pawn · b2 white pawn · c2 white pawn · g2 white pawn · h2 white pawn · b1 white king · d1 white queen · f1 white bishop · h1 white rook | a8 black rook · f8 black rook · g8 black king · a7 black pawn · b7 black pawn · e7 black pawn · f7 black pawn · h7 black pawn · e6 black bishop · f6 black bishop · g6 black pawn · f3 white pawn · a2 white pawn · b2 white pawn · c2 white pawn · g2 white pawn · h2 white pawn · b1 white king · d1 white queen · f1 white bishop · h1 white rook | a8 black rook · f8 black rook · g8 black king · a7 black pawn · b7 black pawn · e7 black pawn · f7 black pawn · h7 black pawn · e6 black bishop · f6 black bishop · g6 black pawn · f3 white pawn · a2 white pawn · b2 white pawn · c2 white pawn · g2 white pawn · h2 white pawn · b1 white king · d1 white queen · f1 white bishop · h1 white rook | a8 black rook · f8 black rook · g8 black king · a7 black pawn · b7 black pawn · e7 black pawn · f7 black pawn · h7 black pawn · e6 black bishop · f6 black bishop · g6 black pawn · f3 white pawn · a2 white pawn · b2 white pawn · c2 white pawn · g2 white pawn · h2 white pawn · b1 white king · d1 white queen · f1 white bishop · h1 white rook | a8 black rook · f8 black rook · g8 black king · a7 black pawn · b7 black pawn · e7 black pawn · f7 black pawn · h7 black pawn · e6 black bishop · f6 black bishop · g6 black pawn · f3 white pawn · a2 white pawn · b2 white pawn · c2 white pawn · g2 white pawn · h2 white pawn · b1 white king · d1 white queen · f1 white bishop · h1 white rook | a8 black rook · f8 black rook · g8 black king · a7 black pawn · b7 black pawn · e7 black pawn · f7 black pawn · h7 black pawn · e6 black bishop · f6 black bishop · g6 black pawn · f3 white pawn · a2 white pawn · b2 white pawn · c2 white pawn · g2 white pawn · h2 white pawn · b1 white king · d1 white queen · f1 white bishop · h1 white rook | 2 |
| 1 | a8 black rook · f8 black rook · g8 black king · a7 black pawn · b7 black pawn · e7 black pawn · f7 black pawn · h7 black pawn · e6 black bishop · f6 black bishop · g6 black pawn · f3 white pawn · a2 white pawn · b2 white pawn · c2 white pawn · g2 white pawn · h2 white pawn · b1 white king · d1 white queen · f1 white bishop · h1 white rook | a8 black rook · f8 black rook · g8 black king · a7 black pawn · b7 black pawn · e7 black pawn · f7 black pawn · h7 black pawn · e6 black bishop · f6 black bishop · g6 black pawn · f3 white pawn · a2 white pawn · b2 white pawn · c2 white pawn · g2 white pawn · h2 white pawn · b1 white king · d1 white queen · f1 white bishop · h1 white rook | a8 black rook · f8 black rook · g8 black king · a7 black pawn · b7 black pawn · e7 black pawn · f7 black pawn · h7 black pawn · e6 black bishop · f6 black bishop · g6 black pawn · f3 white pawn · a2 white pawn · b2 white pawn · c2 white pawn · g2 white pawn · h2 white pawn · b1 white king · d1 white queen · f1 white bishop · h1 white rook | a8 black rook · f8 black rook · g8 black king · a7 black pawn · b7 black pawn · e7 black pawn · f7 black pawn · h7 black pawn · e6 black bishop · f6 black bishop · g6 black pawn · f3 white pawn · a2 white pawn · b2 white pawn · c2 white pawn · g2 white pawn · h2 white pawn · b1 white king · d1 white queen · f1 white bishop · h1 white rook | a8 black rook · f8 black rook · g8 black king · a7 black pawn · b7 black pawn · e7 black pawn · f7 black pawn · h7 black pawn · e6 black bishop · f6 black bishop · g6 black pawn · f3 white pawn · a2 white pawn · b2 white pawn · c2 white pawn · g2 white pawn · h2 white pawn · b1 white king · d1 white queen · f1 white bishop · h1 white rook | a8 black rook · f8 black rook · g8 black king · a7 black pawn · b7 black pawn · e7 black pawn · f7 black pawn · h7 black pawn · e6 black bishop · f6 black bishop · g6 black pawn · f3 white pawn · a2 white pawn · b2 white pawn · c2 white pawn · g2 white pawn · h2 white pawn · b1 white king · d1 white queen · f1 white bishop · h1 white rook | a8 black rook · f8 black rook · g8 black king · a7 black pawn · b7 black pawn · e7 black pawn · f7 black pawn · h7 black pawn · e6 black bishop · f6 black bishop · g6 black pawn · f3 white pawn · a2 white pawn · b2 white pawn · c2 white pawn · g2 white pawn · h2 white pawn · b1 white king · d1 white queen · f1 white bishop · h1 white rook | a8 black rook · f8 black rook · g8 black king · a7 black pawn · b7 black pawn · e7 black pawn · f7 black pawn · h7 black pawn · e6 black bishop · f6 black bishop · g6 black pawn · f3 white pawn · a2 white pawn · b2 white pawn · c2 white pawn · g2 white pawn · h2 white pawn · b1 white king · d1 white queen · f1 white bishop · h1 white rook | 1 |
|   | a | b | c | d | e | f | g | h |   |

Diễn biến chính cũ này đã có một sự trở lại lớn, sau nhiều năm người ta tin rằng cơ hội và cách chơi tốt nhất cho Trắng để giành lợi thế nằm ở diễn biến chính với 9.Tc4. Trắng bỏ qua Tc4 để tăng tốc độ tấn công, cách chơi này từng được nghĩ là sẽ cho phép Đen cân bằng cờ dễ dàng với 9...d5!?; tuy nhiên những phân tích sâu hơn và các ván đấu đã chứng minh điều đó là không hoàn toàn rõ ràng. Trên thực tế, gần đây Đen đã trải qua một giai đoạn khó khăn trong diễn biến 9...d5 do phải đối mặt với một ý tưởng tuyệt vời từ Ivanchuk giúp Trắng dường như có được lợi thế. Một số kỳ thủ cầm quân Đen bắt đầu thử nghiệm các cách khác như 9...Td7 và 9...Mxd4. May mắn cho Đen, diễn biến 9...d5 trong thực tiễn vẫn là hiệu quả hơn. Ý tưởng của Ivanchuk đã sớm bị hóa giải bởi một số phát hiện mới cho Đen. Trường hợp trong diễn biến dưới đây, tình huống mà những đánh giá đã bị đảo lộn bởi nước thí Hậu của Đại kiện tướng quốc tế Mikhail Golubev, một chuyên gia trong phương án con rồng: 9. 0-0-0 d5!? 10. Vb1!? Mxd4 11. e5! Mf5! 12. exf6 Txf6 13. Mxd5 Hxd5! 14. Hxd5 Mxe3 15. Hd3 Mxd1 16. Hxd1 Te6!, lúc này Đen gần như đã được bù đắp đầy đủ.

### Tấn công Yugoslav với 9.Tc4
|   | a | b | c | d | e | f | g | h |   |
| 8 | c8 black rook · d8 black queen · f8 black rook · g8 black king · a7 black pawn · b7 black pawn · d7 black bishop · e7 black pawn · f7 black pawn · g7 black bishop · d6 black pawn · f6 black knight · g6 black pawn · e5 black knight · h5 black pawn · d4 white knight · e4 white pawn · h4 white pawn · b3 white bishop · c3 white knight · e3 white bishop · f3 white pawn · a2 white pawn · b2 white pawn · c2 white pawn · d2 white queen · g2 white pawn · c1 white king · d1 white rook · h1 white rook | c8 black rook · d8 black queen · f8 black rook · g8 black king · a7 black pawn · b7 black pawn · d7 black bishop · e7 black pawn · f7 black pawn · g7 black bishop · d6 black pawn · f6 black knight · g6 black pawn · e5 black knight · h5 black pawn · d4 white knight · e4 white pawn · h4 white pawn · b3 white bishop · c3 white knight · e3 white bishop · f3 white pawn · a2 white pawn · b2 white pawn · c2 white pawn · d2 white queen · g2 white pawn · c1 white king · d1 white rook · h1 white rook | c8 black rook · d8 black queen · f8 black rook · g8 black king · a7 black pawn · b7 black pawn · d7 black bishop · e7 black pawn · f7 black pawn · g7 black bishop · d6 black pawn · f6 black knight · g6 black pawn · e5 black knight · h5 black pawn · d4 white knight · e4 white pawn · h4 white pawn · b3 white bishop · c3 white knight · e3 white bishop · f3 white pawn · a2 white pawn · b2 white pawn · c2 white pawn · d2 white queen · g2 white pawn · c1 white king · d1 white rook · h1 white rook | c8 black rook · d8 black queen · f8 black rook · g8 black king · a7 black pawn · b7 black pawn · d7 black bishop · e7 black pawn · f7 black pawn · g7 black bishop · d6 black pawn · f6 black knight · g6 black pawn · e5 black knight · h5 black pawn · d4 white knight · e4 white pawn · h4 white pawn · b3 white bishop · c3 white knight · e3 white bishop · f3 white pawn · a2 white pawn · b2 white pawn · c2 white pawn · d2 white queen · g2 white pawn · c1 white king · d1 white rook · h1 white rook | c8 black rook · d8 black queen · f8 black rook · g8 black king · a7 black pawn · b7 black pawn · d7 black bishop · e7 black pawn · f7 black pawn · g7 black bishop · d6 black pawn · f6 black knight · g6 black pawn · e5 black knight · h5 black pawn · d4 white knight · e4 white pawn · h4 white pawn · b3 white bishop · c3 white knight · e3 white bishop · f3 white pawn · a2 white pawn · b2 white pawn · c2 white pawn · d2 white queen · g2 white pawn · c1 white king · d1 white rook · h1 white rook | c8 black rook · d8 black queen · f8 black rook · g8 black king · a7 black pawn · b7 black pawn · d7 black bishop · e7 black pawn · f7 black pawn · g7 black bishop · d6 black pawn · f6 black knight · g6 black pawn · e5 black knight · h5 black pawn · d4 white knight · e4 white pawn · h4 white pawn · b3 white bishop · c3 white knight · e3 white bishop · f3 white pawn · a2 white pawn · b2 white pawn · c2 white pawn · d2 white queen · g2 white pawn · c1 white king · d1 white rook · h1 white rook | c8 black rook · d8 black queen · f8 black rook · g8 black king · a7 black pawn · b7 black pawn · d7 black bishop · e7 black pawn · f7 black pawn · g7 black bishop · d6 black pawn · f6 black knight · g6 black pawn · e5 black knight · h5 black pawn · d4 white knight · e4 white pawn · h4 white pawn · b3 white bishop · c3 white knight · e3 white bishop · f3 white pawn · a2 white pawn · b2 white pawn · c2 white pawn · d2 white queen · g2 white pawn · c1 white king · d1 white rook · h1 white rook | c8 black rook · d8 black queen · f8 black rook · g8 black king · a7 black pawn · b7 black pawn · d7 black bishop · e7 black pawn · f7 black pawn · g7 black bishop · d6 black pawn · f6 black knight · g6 black pawn · e5 black knight · h5 black pawn · d4 white knight · e4 white pawn · h4 white pawn · b3 white bishop · c3 white knight · e3 white bishop · f3 white pawn · a2 white pawn · b2 white pawn · c2 white pawn · d2 white queen · g2 white pawn · c1 white king · d1 white rook · h1 white rook | 8 |
| 7 | c8 black rook · d8 black queen · f8 black rook · g8 black king · a7 black pawn · b7 black pawn · d7 black bishop · e7 black pawn · f7 black pawn · g7 black bishop · d6 black pawn · f6 black knight · g6 black pawn · e5 black knight · h5 black pawn · d4 white knight · e4 white pawn · h4 white pawn · b3 white bishop · c3 white knight · e3 white bishop · f3 white pawn · a2 white pawn · b2 white pawn · c2 white pawn · d2 white queen · g2 white pawn · c1 white king · d1 white rook · h1 white rook | c8 black rook · d8 black queen · f8 black rook · g8 black king · a7 black pawn · b7 black pawn · d7 black bishop · e7 black pawn · f7 black pawn · g7 black bishop · d6 black pawn · f6 black knight · g6 black pawn · e5 black knight · h5 black pawn · d4 white knight · e4 white pawn · h4 white pawn · b3 white bishop · c3 white knight · e3 white bishop · f3 white pawn · a2 white pawn · b2 white pawn · c2 white pawn · d2 white queen · g2 white pawn · c1 white king · d1 white rook · h1 white rook | c8 black rook · d8 black queen · f8 black rook · g8 black king · a7 black pawn · b7 black pawn · d7 black bishop · e7 black pawn · f7 black pawn · g7 black bishop · d6 black pawn · f6 black knight · g6 black pawn · e5 black knight · h5 black pawn · d4 white knight · e4 white pawn · h4 white pawn · b3 white bishop · c3 white knight · e3 white bishop · f3 white pawn · a2 white pawn · b2 white pawn · c2 white pawn · d2 white queen · g2 white pawn · c1 white king · d1 white rook · h1 white rook | c8 black rook · d8 black queen · f8 black rook · g8 black king · a7 black pawn · b7 black pawn · d7 black bishop · e7 black pawn · f7 black pawn · g7 black bishop · d6 black pawn · f6 black knight · g6 black pawn · e5 black knight · h5 black pawn · d4 white knight · e4 white pawn · h4 white pawn · b3 white bishop · c3 white knight · e3 white bishop · f3 white pawn · a2 white pawn · b2 white pawn · c2 white pawn · d2 white queen · g2 white pawn · c1 white king · d1 white rook · h1 white rook | c8 black rook · d8 black queen · f8 black rook · g8 black king · a7 black pawn · b7 black pawn · d7 black bishop · e7 black pawn · f7 black pawn · g7 black bishop · d6 black pawn · f6 black knight · g6 black pawn · e5 black knight · h5 black pawn · d4 white knight · e4 white pawn · h4 white pawn · b3 white bishop · c3 white knight · e3 white bishop · f3 white pawn · a2 white pawn · b2 white pawn · c2 white pawn · d2 white queen · g2 white pawn · c1 white king · d1 white rook · h1 white rook | c8 black rook · d8 black queen · f8 black rook · g8 black king · a7 black pawn · b7 black pawn · d7 black bishop · e7 black pawn · f7 black pawn · g7 black bishop · d6 black pawn · f6 black knight · g6 black pawn · e5 black knight · h5 black pawn · d4 white knight · e4 white pawn · h4 white pawn · b3 white bishop · c3 white knight · e3 white bishop · f3 white pawn · a2 white pawn · b2 white pawn · c2 white pawn · d2 white queen · g2 white pawn · c1 white king · d1 white rook · h1 white rook | c8 black rook · d8 black queen · f8 black rook · g8 black king · a7 black pawn · b7 black pawn · d7 black bishop · e7 black pawn · f7 black pawn · g7 black bishop · d6 black pawn · f6 black knight · g6 black pawn · e5 black knight · h5 black pawn · d4 white knight · e4 white pawn · h4 white pawn · b3 white bishop · c3 white knight · e3 white bishop · f3 white pawn · a2 white pawn · b2 white pawn · c2 white pawn · d2 white queen · g2 white pawn · c1 white king · d1 white rook · h1 white rook | c8 black rook · d8 black queen · f8 black rook · g8 black king · a7 black pawn · b7 black pawn · d7 black bishop · e7 black pawn · f7 black pawn · g7 black bishop · d6 black pawn · f6 black knight · g6 black pawn · e5 black knight · h5 black pawn · d4 white knight · e4 white pawn · h4 white pawn · b3 white bishop · c3 white knight · e3 white bishop · f3 white pawn · a2 white pawn · b2 white pawn · c2 white pawn · d2 white queen · g2 white pawn · c1 white king · d1 white rook · h1 white rook | 7 |
| 6 | c8 black rook · d8 black queen · f8 black rook · g8 black king · a7 black pawn · b7 black pawn · d7 black bishop · e7 black pawn · f7 black pawn · g7 black bishop · d6 black pawn · f6 black knight · g6 black pawn · e5 black knight · h5 black pawn · d4 white knight · e4 white pawn · h4 white pawn · b3 white bishop · c3 white knight · e3 white bishop · f3 white pawn · a2 white pawn · b2 white pawn · c2 white pawn · d2 white queen · g2 white pawn · c1 white king · d1 white rook · h1 white rook | c8 black rook · d8 black queen · f8 black rook · g8 black king · a7 black pawn · b7 black pawn · d7 black bishop · e7 black pawn · f7 black pawn · g7 black bishop · d6 black pawn · f6 black knight · g6 black pawn · e5 black knight · h5 black pawn · d4 white knight · e4 white pawn · h4 white pawn · b3 white bishop · c3 white knight · e3 white bishop · f3 white pawn · a2 white pawn · b2 white pawn · c2 white pawn · d2 white queen · g2 white pawn · c1 white king · d1 white rook · h1 white rook | c8 black rook · d8 black queen · f8 black rook · g8 black king · a7 black pawn · b7 black pawn · d7 black bishop · e7 black pawn · f7 black pawn · g7 black bishop · d6 black pawn · f6 black knight · g6 black pawn · e5 black knight · h5 black pawn · d4 white knight · e4 white pawn · h4 white pawn · b3 white bishop · c3 white knight · e3 white bishop · f3 white pawn · a2 white pawn · b2 white pawn · c2 white pawn · d2 white queen · g2 white pawn · c1 white king · d1 white rook · h1 white rook | c8 black rook · d8 black queen · f8 black rook · g8 black king · a7 black pawn · b7 black pawn · d7 black bishop · e7 black pawn · f7 black pawn · g7 black bishop · d6 black pawn · f6 black knight · g6 black pawn · e5 black knight · h5 black pawn · d4 white knight · e4 white pawn · h4 white pawn · b3 white bishop · c3 white knight · e3 white bishop · f3 white pawn · a2 white pawn · b2 white pawn · c2 white pawn · d2 white queen · g2 white pawn · c1 white king · d1 white rook · h1 white rook | c8 black rook · d8 black queen · f8 black rook · g8 black king · a7 black pawn · b7 black pawn · d7 black bishop · e7 black pawn · f7 black pawn · g7 black bishop · d6 black pawn · f6 black knight · g6 black pawn · e5 black knight · h5 black pawn · d4 white knight · e4 white pawn · h4 white pawn · b3 white bishop · c3 white knight · e3 white bishop · f3 white pawn · a2 white pawn · b2 white pawn · c2 white pawn · d2 white queen · g2 white pawn · c1 white king · d1 white rook · h1 white rook | c8 black rook · d8 black queen · f8 black rook · g8 black king · a7 black pawn · b7 black pawn · d7 black bishop · e7 black pawn · f7 black pawn · g7 black bishop · d6 black pawn · f6 black knight · g6 black pawn · e5 black knight · h5 black pawn · d4 white knight · e4 white pawn · h4 white pawn · b3 white bishop · c3 white knight · e3 white bishop · f3 white pawn · a2 white pawn · b2 white pawn · c2 white pawn · d2 white queen · g2 white pawn · c1 white king · d1 white rook · h1 white rook | c8 black rook · d8 black queen · f8 black rook · g8 black king · a7 black pawn · b7 black pawn · d7 black bishop · e7 black pawn · f7 black pawn · g7 black bishop · d6 black pawn · f6 black knight · g6 black pawn · e5 black knight · h5 black pawn · d4 white knight · e4 white pawn · h4 white pawn · b3 white bishop · c3 white knight · e3 white bishop · f3 white pawn · a2 white pawn · b2 white pawn · c2 white pawn · d2 white queen · g2 white pawn · c1 white king · d1 white rook · h1 white rook | c8 black rook · d8 black queen · f8 black rook · g8 black king · a7 black pawn · b7 black pawn · d7 black bishop · e7 black pawn · f7 black pawn · g7 black bishop · d6 black pawn · f6 black knight · g6 black pawn · e5 black knight · h5 black pawn · d4 white knight · e4 white pawn · h4 white pawn · b3 white bishop · c3 white knight · e3 white bishop · f3 white pawn · a2 white pawn · b2 white pawn · c2 white pawn · d2 white queen · g2 white pawn · c1 white king · d1 white rook · h1 white rook | 6 |
| 5 | c8 black rook · d8 black queen · f8 black rook · g8 black king · a7 black pawn · b7 black pawn · d7 black bishop · e7 black pawn · f7 black pawn · g7 black bishop · d6 black pawn · f6 black knight · g6 black pawn · e5 black knight · h5 black pawn · d4 white knight · e4 white pawn · h4 white pawn · b3 white bishop · c3 white knight · e3 white bishop · f3 white pawn · a2 white pawn · b2 white pawn · c2 white pawn · d2 white queen · g2 white pawn · c1 white king · d1 white rook · h1 white rook | c8 black rook · d8 black queen · f8 black rook · g8 black king · a7 black pawn · b7 black pawn · d7 black bishop · e7 black pawn · f7 black pawn · g7 black bishop · d6 black pawn · f6 black knight · g6 black pawn · e5 black knight · h5 black pawn · d4 white knight · e4 white pawn · h4 white pawn · b3 white bishop · c3 white knight · e3 white bishop · f3 white pawn · a2 white pawn · b2 white pawn · c2 white pawn · d2 white queen · g2 white pawn · c1 white king · d1 white rook · h1 white rook | c8 black rook · d8 black queen · f8 black rook · g8 black king · a7 black pawn · b7 black pawn · d7 black bishop · e7 black pawn · f7 black pawn · g7 black bishop · d6 black pawn · f6 black knight · g6 black pawn · e5 black knight · h5 black pawn · d4 white knight · e4 white pawn · h4 white pawn · b3 white bishop · c3 white knight · e3 white bishop · f3 white pawn · a2 white pawn · b2 white pawn · c2 white pawn · d2 white queen · g2 white pawn · c1 white king · d1 white rook · h1 white rook | c8 black rook · d8 black queen · f8 black rook · g8 black king · a7 black pawn · b7 black pawn · d7 black bishop · e7 black pawn · f7 black pawn · g7 black bishop · d6 black pawn · f6 black knight · g6 black pawn · e5 black knight · h5 black pawn · d4 white knight · e4 white pawn · h4 white pawn · b3 white bishop · c3 white knight · e3 white bishop · f3 white pawn · a2 white pawn · b2 white pawn · c2 white pawn · d2 white queen · g2 white pawn · c1 white king · d1 white rook · h1 white rook | c8 black rook · d8 black queen · f8 black rook · g8 black king · a7 black pawn · b7 black pawn · d7 black bishop · e7 black pawn · f7 black pawn · g7 black bishop · d6 black pawn · f6 black knight · g6 black pawn · e5 black knight · h5 black pawn · d4 white knight · e4 white pawn · h4 white pawn · b3 white bishop · c3 white knight · e3 white bishop · f3 white pawn · a2 white pawn · b2 white pawn · c2 white pawn · d2 white queen · g2 white pawn · c1 white king · d1 white rook · h1 white rook | c8 black rook · d8 black queen · f8 black rook · g8 black king · a7 black pawn · b7 black pawn · d7 black bishop · e7 black pawn · f7 black pawn · g7 black bishop · d6 black pawn · f6 black knight · g6 black pawn · e5 black knight · h5 black pawn · d4 white knight · e4 white pawn · h4 white pawn · b3 white bishop · c3 white knight · e3 white bishop · f3 white pawn · a2 white pawn · b2 white pawn · c2 white pawn · d2 white queen · g2 white pawn · c1 white king · d1 white rook · h1 white rook | c8 black rook · d8 black queen · f8 black rook · g8 black king · a7 black pawn · b7 black pawn · d7 black bishop · e7 black pawn · f7 black pawn · g7 black bishop · d6 black pawn · f6 black knight · g6 black pawn · e5 black knight · h5 black pawn · d4 white knight · e4 white pawn · h4 white pawn · b3 white bishop · c3 white knight · e3 white bishop · f3 white pawn · a2 white pawn · b2 white pawn · c2 white pawn · d2 white queen · g2 white pawn · c1 white king · d1 white rook · h1 white rook | c8 black rook · d8 black queen · f8 black rook · g8 black king · a7 black pawn · b7 black pawn · d7 black bishop · e7 black pawn · f7 black pawn · g7 black bishop · d6 black pawn · f6 black knight · g6 black pawn · e5 black knight · h5 black pawn · d4 white knight · e4 white pawn · h4 white pawn · b3 white bishop · c3 white knight · e3 white bishop · f3 white pawn · a2 white pawn · b2 white pawn · c2 white pawn · d2 white queen · g2 white pawn · c1 white king · d1 white rook · h1 white rook | 5 |
| 4 | c8 black rook · d8 black queen · f8 black rook · g8 black king · a7 black pawn · b7 black pawn · d7 black bishop · e7 black pawn · f7 black pawn · g7 black bishop · d6 black pawn · f6 black knight · g6 black pawn · e5 black knight · h5 black pawn · d4 white knight · e4 white pawn · h4 white pawn · b3 white bishop · c3 white knight · e3 white bishop · f3 white pawn · a2 white pawn · b2 white pawn · c2 white pawn · d2 white queen · g2 white pawn · c1 white king · d1 white rook · h1 white rook | c8 black rook · d8 black queen · f8 black rook · g8 black king · a7 black pawn · b7 black pawn · d7 black bishop · e7 black pawn · f7 black pawn · g7 black bishop · d6 black pawn · f6 black knight · g6 black pawn · e5 black knight · h5 black pawn · d4 white knight · e4 white pawn · h4 white pawn · b3 white bishop · c3 white knight · e3 white bishop · f3 white pawn · a2 white pawn · b2 white pawn · c2 white pawn · d2 white queen · g2 white pawn · c1 white king · d1 white rook · h1 white rook | c8 black rook · d8 black queen · f8 black rook · g8 black king · a7 black pawn · b7 black pawn · d7 black bishop · e7 black pawn · f7 black pawn · g7 black bishop · d6 black pawn · f6 black knight · g6 black pawn · e5 black knight · h5 black pawn · d4 white knight · e4 white pawn · h4 white pawn · b3 white bishop · c3 white knight · e3 white bishop · f3 white pawn · a2 white pawn · b2 white pawn · c2 white pawn · d2 white queen · g2 white pawn · c1 white king · d1 white rook · h1 white rook | c8 black rook · d8 black queen · f8 black rook · g8 black king · a7 black pawn · b7 black pawn · d7 black bishop · e7 black pawn · f7 black pawn · g7 black bishop · d6 black pawn · f6 black knight · g6 black pawn · e5 black knight · h5 black pawn · d4 white knight · e4 white pawn · h4 white pawn · b3 white bishop · c3 white knight · e3 white bishop · f3 white pawn · a2 white pawn · b2 white pawn · c2 white pawn · d2 white queen · g2 white pawn · c1 white king · d1 white rook · h1 white rook | c8 black rook · d8 black queen · f8 black rook · g8 black king · a7 black pawn · b7 black pawn · d7 black bishop · e7 black pawn · f7 black pawn · g7 black bishop · d6 black pawn · f6 black knight · g6 black pawn · e5 black knight · h5 black pawn · d4 white knight · e4 white pawn · h4 white pawn · b3 white bishop · c3 white knight · e3 white bishop · f3 white pawn · a2 white pawn · b2 white pawn · c2 white pawn · d2 white queen · g2 white pawn · c1 white king · d1 white rook · h1 white rook | c8 black rook · d8 black queen · f8 black rook · g8 black king · a7 black pawn · b7 black pawn · d7 black bishop · e7 black pawn · f7 black pawn · g7 black bishop · d6 black pawn · f6 black knight · g6 black pawn · e5 black knight · h5 black pawn · d4 white knight · e4 white pawn · h4 white pawn · b3 white bishop · c3 white knight · e3 white bishop · f3 white pawn · a2 white pawn · b2 white pawn · c2 white pawn · d2 white queen · g2 white pawn · c1 white king · d1 white rook · h1 white rook | c8 black rook · d8 black queen · f8 black rook · g8 black king · a7 black pawn · b7 black pawn · d7 black bishop · e7 black pawn · f7 black pawn · g7 black bishop · d6 black pawn · f6 black knight · g6 black pawn · e5 black knight · h5 black pawn · d4 white knight · e4 white pawn · h4 white pawn · b3 white bishop · c3 white knight · e3 white bishop · f3 white pawn · a2 white pawn · b2 white pawn · c2 white pawn · d2 white queen · g2 white pawn · c1 white king · d1 white rook · h1 white rook | c8 black rook · d8 black queen · f8 black rook · g8 black king · a7 black pawn · b7 black pawn · d7 black bishop · e7 black pawn · f7 black pawn · g7 black bishop · d6 black pawn · f6 black knight · g6 black pawn · e5 black knight · h5 black pawn · d4 white knight · e4 white pawn · h4 white pawn · b3 white bishop · c3 white knight · e3 white bishop · f3 white pawn · a2 white pawn · b2 white pawn · c2 white pawn · d2 white queen · g2 white pawn · c1 white king · d1 white rook · h1 white rook | 4 |
| 3 | c8 black rook · d8 black queen · f8 black rook · g8 black king · a7 black pawn · b7 black pawn · d7 black bishop · e7 black pawn · f7 black pawn · g7 black bishop · d6 black pawn · f6 black knight · g6 black pawn · e5 black knight · h5 black pawn · d4 white knight · e4 white pawn · h4 white pawn · b3 white bishop · c3 white knight · e3 white bishop · f3 white pawn · a2 white pawn · b2 white pawn · c2 white pawn · d2 white queen · g2 white pawn · c1 white king · d1 white rook · h1 white rook | c8 black rook · d8 black queen · f8 black rook · g8 black king · a7 black pawn · b7 black pawn · d7 black bishop · e7 black pawn · f7 black pawn · g7 black bishop · d6 black pawn · f6 black knight · g6 black pawn · e5 black knight · h5 black pawn · d4 white knight · e4 white pawn · h4 white pawn · b3 white bishop · c3 white knight · e3 white bishop · f3 white pawn · a2 white pawn · b2 white pawn · c2 white pawn · d2 white queen · g2 white pawn · c1 white king · d1 white rook · h1 white rook | c8 black rook · d8 black queen · f8 black rook · g8 black king · a7 black pawn · b7 black pawn · d7 black bishop · e7 black pawn · f7 black pawn · g7 black bishop · d6 black pawn · f6 black knight · g6 black pawn · e5 black knight · h5 black pawn · d4 white knight · e4 white pawn · h4 white pawn · b3 white bishop · c3 white knight · e3 white bishop · f3 white pawn · a2 white pawn · b2 white pawn · c2 white pawn · d2 white queen · g2 white pawn · c1 white king · d1 white rook · h1 white rook | c8 black rook · d8 black queen · f8 black rook · g8 black king · a7 black pawn · b7 black pawn · d7 black bishop · e7 black pawn · f7 black pawn · g7 black bishop · d6 black pawn · f6 black knight · g6 black pawn · e5 black knight · h5 black pawn · d4 white knight · e4 white pawn · h4 white pawn · b3 white bishop · c3 white knight · e3 white bishop · f3 white pawn · a2 white pawn · b2 white pawn · c2 white pawn · d2 white queen · g2 white pawn · c1 white king · d1 white rook · h1 white rook | c8 black rook · d8 black queen · f8 black rook · g8 black king · a7 black pawn · b7 black pawn · d7 black bishop · e7 black pawn · f7 black pawn · g7 black bishop · d6 black pawn · f6 black knight · g6 black pawn · e5 black knight · h5 black pawn · d4 white knight · e4 white pawn · h4 white pawn · b3 white bishop · c3 white knight · e3 white bishop · f3 white pawn · a2 white pawn · b2 white pawn · c2 white pawn · d2 white queen · g2 white pawn · c1 white king · d1 white rook · h1 white rook | c8 black rook · d8 black queen · f8 black rook · g8 black king · a7 black pawn · b7 black pawn · d7 black bishop · e7 black pawn · f7 black pawn · g7 black bishop · d6 black pawn · f6 black knight · g6 black pawn · e5 black knight · h5 black pawn · d4 white knight · e4 white pawn · h4 white pawn · b3 white bishop · c3 white knight · e3 white bishop · f3 white pawn · a2 white pawn · b2 white pawn · c2 white pawn · d2 white queen · g2 white pawn · c1 white king · d1 white rook · h1 white rook | c8 black rook · d8 black queen · f8 black rook · g8 black king · a7 black pawn · b7 black pawn · d7 black bishop · e7 black pawn · f7 black pawn · g7 black bishop · d6 black pawn · f6 black knight · g6 black pawn · e5 black knight · h5 black pawn · d4 white knight · e4 white pawn · h4 white pawn · b3 white bishop · c3 white knight · e3 white bishop · f3 white pawn · a2 white pawn · b2 white pawn · c2 white pawn · d2 white queen · g2 white pawn · c1 white king · d1 white rook · h1 white rook | c8 black rook · d8 black queen · f8 black rook · g8 black king · a7 black pawn · b7 black pawn · d7 black bishop · e7 black pawn · f7 black pawn · g7 black bishop · d6 black pawn · f6 black knight · g6 black pawn · e5 black knight · h5 black pawn · d4 white knight · e4 white pawn · h4 white pawn · b3 white bishop · c3 white knight · e3 white bishop · f3 white pawn · a2 white pawn · b2 white pawn · c2 white pawn · d2 white queen · g2 white pawn · c1 white king · d1 white rook · h1 white rook | 3 |
| 2 | c8 black rook · d8 black queen · f8 black rook · g8 black king · a7 black pawn · b7 black pawn · d7 black bishop · e7 black pawn · f7 black pawn · g7 black bishop · d6 black pawn · f6 black knight · g6 black pawn · e5 black knight · h5 black pawn · d4 white knight · e4 white pawn · h4 white pawn · b3 white bishop · c3 white knight · e3 white bishop · f3 white pawn · a2 white pawn · b2 white pawn · c2 white pawn · d2 white queen · g2 white pawn · c1 white king · d1 white rook · h1 white rook | c8 black rook · d8 black queen · f8 black rook · g8 black king · a7 black pawn · b7 black pawn · d7 black bishop · e7 black pawn · f7 black pawn · g7 black bishop · d6 black pawn · f6 black knight · g6 black pawn · e5 black knight · h5 black pawn · d4 white knight · e4 white pawn · h4 white pawn · b3 white bishop · c3 white knight · e3 white bishop · f3 white pawn · a2 white pawn · b2 white pawn · c2 white pawn · d2 white queen · g2 white pawn · c1 white king · d1 white rook · h1 white rook | c8 black rook · d8 black queen · f8 black rook · g8 black king · a7 black pawn · b7 black pawn · d7 black bishop · e7 black pawn · f7 black pawn · g7 black bishop · d6 black pawn · f6 black knight · g6 black pawn · e5 black knight · h5 black pawn · d4 white knight · e4 white pawn · h4 white pawn · b3 white bishop · c3 white knight · e3 white bishop · f3 white pawn · a2 white pawn · b2 white pawn · c2 white pawn · d2 white queen · g2 white pawn · c1 white king · d1 white rook · h1 white rook | c8 black rook · d8 black queen · f8 black rook · g8 black king · a7 black pawn · b7 black pawn · d7 black bishop · e7 black pawn · f7 black pawn · g7 black bishop · d6 black pawn · f6 black knight · g6 black pawn · e5 black knight · h5 black pawn · d4 white knight · e4 white pawn · h4 white pawn · b3 white bishop · c3 white knight · e3 white bishop · f3 white pawn · a2 white pawn · b2 white pawn · c2 white pawn · d2 white queen · g2 white pawn · c1 white king · d1 white rook · h1 white rook | c8 black rook · d8 black queen · f8 black rook · g8 black king · a7 black pawn · b7 black pawn · d7 black bishop · e7 black pawn · f7 black pawn · g7 black bishop · d6 black pawn · f6 black knight · g6 black pawn · e5 black knight · h5 black pawn · d4 white knight · e4 white pawn · h4 white pawn · b3 white bishop · c3 white knight · e3 white bishop · f3 white pawn · a2 white pawn · b2 white pawn · c2 white pawn · d2 white queen · g2 white pawn · c1 white king · d1 white rook · h1 white rook | c8 black rook · d8 black queen · f8 black rook · g8 black king · a7 black pawn · b7 black pawn · d7 black bishop · e7 black pawn · f7 black pawn · g7 black bishop · d6 black pawn · f6 black knight · g6 black pawn · e5 black knight · h5 black pawn · d4 white knight · e4 white pawn · h4 white pawn · b3 white bishop · c3 white knight · e3 white bishop · f3 white pawn · a2 white pawn · b2 white pawn · c2 white pawn · d2 white queen · g2 white pawn · c1 white king · d1 white rook · h1 white rook | c8 black rook · d8 black queen · f8 black rook · g8 black king · a7 black pawn · b7 black pawn · d7 black bishop · e7 black pawn · f7 black pawn · g7 black bishop · d6 black pawn · f6 black knight · g6 black pawn · e5 black knight · h5 black pawn · d4 white knight · e4 white pawn · h4 white pawn · b3 white bishop · c3 white knight · e3 white bishop · f3 white pawn · a2 white pawn · b2 white pawn · c2 white pawn · d2 white queen · g2 white pawn · c1 white king · d1 white rook · h1 white rook | c8 black rook · d8 black queen · f8 black rook · g8 black king · a7 black pawn · b7 black pawn · d7 black bishop · e7 black pawn · f7 black pawn · g7 black bishop · d6 black pawn · f6 black knight · g6 black pawn · e5 black knight · h5 black pawn · d4 white knight · e4 white pawn · h4 white pawn · b3 white bishop · c3 white knight · e3 white bishop · f3 white pawn · a2 white pawn · b2 white pawn · c2 white pawn · d2 white queen · g2 white pawn · c1 white king · d1 white rook · h1 white rook | 2 |
| 1 | c8 black rook · d8 black queen · f8 black rook · g8 black king · a7 black pawn · b7 black pawn · d7 black bishop · e7 black pawn · f7 black pawn · g7 black bishop · d6 black pawn · f6 black knight · g6 black pawn · e5 black knight · h5 black pawn · d4 white knight · e4 white pawn · h4 white pawn · b3 white bishop · c3 white knight · e3 white bishop · f3 white pawn · a2 white pawn · b2 white pawn · c2 white pawn · d2 white queen · g2 white pawn · c1 white king · d1 white rook · h1 white rook | c8 black rook · d8 black queen · f8 black rook · g8 black king · a7 black pawn · b7 black pawn · d7 black bishop · e7 black pawn · f7 black pawn · g7 black bishop · d6 black pawn · f6 black knight · g6 black pawn · e5 black knight · h5 black pawn · d4 white knight · e4 white pawn · h4 white pawn · b3 white bishop · c3 white knight · e3 white bishop · f3 white pawn · a2 white pawn · b2 white pawn · c2 white pawn · d2 white queen · g2 white pawn · c1 white king · d1 white rook · h1 white rook | c8 black rook · d8 black queen · f8 black rook · g8 black king · a7 black pawn · b7 black pawn · d7 black bishop · e7 black pawn · f7 black pawn · g7 black bishop · d6 black pawn · f6 black knight · g6 black pawn · e5 black knight · h5 black pawn · d4 white knight · e4 white pawn · h4 white pawn · b3 white bishop · c3 white knight · e3 white bishop · f3 white pawn · a2 white pawn · b2 white pawn · c2 white pawn · d2 white queen · g2 white pawn · c1 white king · d1 white rook · h1 white rook | c8 black rook · d8 black queen · f8 black rook · g8 black king · a7 black pawn · b7 black pawn · d7 black bishop · e7 black pawn · f7 black pawn · g7 black bishop · d6 black pawn · f6 black knight · g6 black pawn · e5 black knight · h5 black pawn · d4 white knight · e4 white pawn · h4 white pawn · b3 white bishop · c3 white knight · e3 white bishop · f3 white pawn · a2 white pawn · b2 white pawn · c2 white pawn · d2 white queen · g2 white pawn · c1 white king · d1 white rook · h1 white rook | c8 black rook · d8 black queen · f8 black rook · g8 black king · a7 black pawn · b7 black pawn · d7 black bishop · e7 black pawn · f7 black pawn · g7 black bishop · d6 black pawn · f6 black knight · g6 black pawn · e5 black knight · h5 black pawn · d4 white knight · e4 white pawn · h4 white pawn · b3 white bishop · c3 white knight · e3 white bishop · f3 white pawn · a2 white pawn · b2 white pawn · c2 white pawn · d2 white queen · g2 white pawn · c1 white king · d1 white rook · h1 white rook | c8 black rook · d8 black queen · f8 black rook · g8 black king · a7 black pawn · b7 black pawn · d7 black bishop · e7 black pawn · f7 black pawn · g7 black bishop · d6 black pawn · f6 black knight · g6 black pawn · e5 black knight · h5 black pawn · d4 white knight · e4 white pawn · h4 white pawn · b3 white bishop · c3 white knight · e3 white bishop · f3 white pawn · a2 white pawn · b2 white pawn · c2 white pawn · d2 white queen · g2 white pawn · c1 white king · d1 white rook · h1 white rook | c8 black rook · d8 black queen · f8 black rook · g8 black king · a7 black pawn · b7 black pawn · d7 black bishop · e7 black pawn · f7 black pawn · g7 black bishop · d6 black pawn · f6 black knight · g6 black pawn · e5 black knight · h5 black pawn · d4 white knight · e4 white pawn · h4 white pawn · b3 white bishop · c3 white knight · e3 white bishop · f3 white pawn · a2 white pawn · b2 white pawn · c2 white pawn · d2 white queen · g2 white pawn · c1 white king · d1 white rook · h1 white rook | c8 black rook · d8 black queen · f8 black rook · g8 black king · a7 black pawn · b7 black pawn · d7 black bishop · e7 black pawn · f7 black pawn · g7 black bishop · d6 black pawn · f6 black knight · g6 black pawn · e5 black knight · h5 black pawn · d4 white knight · e4 white pawn · h4 white pawn · b3 white bishop · c3 white knight · e3 white bishop · f3 white pawn · a2 white pawn · b2 white pawn · c2 white pawn · d2 white queen · g2 white pawn · c1 white king · d1 white rook · h1 white rook | 1 |
|   | a | b | c | d | e | f | g | h |   |

Mục đích của 9.Tc4 là để đề phòng nước...d6-d5 của Đen. Các biến sau nước đi này có tiếng là được phân tích rất nhiều. Ngoài việc canh giữ ô d5, phát triển Tượng lên c4 còn giúp Trắng có thêm quân hỗ trợ bên cánh Hậu và kiểm soát đường chéo a2-g8. Tuy nhiên, Tượng ở c4 là không an toàn, dễ bị tấn công bởi Xe Đen ở c8, nên thường Trắng phải lui Tượng về b3 giúp Đen có thêm thời gian củng cố đội hình. Với diễn biến này, phổ biến là việc Đen đổi quân hy sinh ở c3 để phá cấu trúc Tốt cánh Hậu của Trắng, và thí quân để mở đường chéo dài cho Tượng ở g7 cũng thường gặp. Một diễn biến ví dụ cho cả hai ý tưởng này là: 9. Tc4 Td7 10. 0-0-0 Xc8 11. Tb3 Me5 12. h4 Mc4 13. Txc4 Xxc4 14. h5 Mxh5 15. g4 Mf6 16. Th6 Mxe4! 17. He3 Xxc3!.
Phương án Soltis là diễn biến chính trong phương án con rồng cho đến cuối thập niên 1990. Garry Kasparov đã chơi phương án này ba lần trong trận chung kết Giải Vô địch Cờ vua Thế giới 1995 với Viswanathan Anand, giành được 2 ván thắng và 1 hòa. Phương án như sau: 9. Tc4 Td7 10. 0-0-0 Xc8 11. Tb3 Me5 12. h4 h5 (nước quan trọng h5 ngăn không cho Trắng tiến Tốt cánh Vua). Cách chơi làm chệch hướng quan trọng khác cho Đen là 10...Ha5 và 12...Mc4. Gần đây, những kỳ thủ cầm quân Trắng thường tránh phương án Soltis bằng cách chơi 12.Vb1, nước đi được chứng minh rất hiệu quả với việc các kỳ thủ cầm quân Đen đều lần lượt cố gắng né tránh diễn biến này bằng 10... Xb8, phương án được biết đến với tên gọi Chinese Dragon (con rồng Trung Quốc).

## Phương án cổ điển: 6.Te2
Phương án cổ điển, 6. Te2, là câu trả lời cũ nhất của Trắng cho việc Đen lựa chọn phương án con rồng. Đây là câu trả lời phổ biến thứ hai của Trắng sau Tấn công Yugoslav. Sau khi 6... Tg7, có hai diễn biến chính cho Trắng chọn lựa:
- 7. Te3 Mc6 8. 0-0 0-0, lúc này sự lựa chọn chính cho Trắng là 9. Mb3 và 9. Hd2.
- 7. 0-0, Trắng sẽ lựa chọn ô e3 hoặc g5 cho Tượng của họ. Nếu là e3, ván đấu thường sẽ chuyển về diễn biến như trên. Andrew Martin trong một cuốn sách của mình đã gọi Te3 là "cách thức xử lý phương án truyền thống", và mô tả Tg5 là "nguy hiểm hơn nhiều" và là "cơ hội tốt nhất của Trắng để chơi cho một chiến thắng trong phương án cổ điển." Cũng như Te3, sau khi Tg5, Trắng thường sẽ đặt Mã vào ô b3, để tránh đổi quân ở d4.

## Phương án Levenfish: 6.f4
Phương án Levenfish, 6. f4, được đặt theo tên của Đại kiện tướng người Nga Grigory Levenfish, người đã đề xuất phương án này trong cuốn niên giám cờ vua Nga 1937. Ở đẳng cấp cao nhất, cách chơi này ngày nay là không phổ biến lắm. Trắng dự định 7.e5 tấn công Mã f6, do đó trước thời đại máy tính thì 6... Mc6 hoặc 6... Mbd7 được cho là những câu trả lời bắt buộc khi gặp phải phương án Levenfish. Tuy nhiên, sau này đã tiết lộ rằng sau khi 6... Tg7 7. e5 Mh5 8. Tb5+ Td7 9. e6 fxe6 10. Mxe6 Txc3+ 11. bxc3 Hc8 Đen có thể thực sự nhỉnh hơn.

## Phương án Harrington–Glek: 6.Te3 Tg7 7.Te2 0-0 8.Hd2
Phương án Harrington–Glek, được đặt theo tên của Đại kiện tướng Igor Glek - người đã cống hiến công lao to lớn cho việc thẩm định những thế trận kết quả của phương án này, là một sự lựa chọn khác cho Trắng. 6. Te3 Tg7 7. Te2 0-0 8. Hd2!?, Đại kiện tướng John Emms viết: "Mặc dù khó để đánh bại Tấn công Yugoslav một cách sắc nét, mạnh mẽ; 7.Te2 0-0 8.Hd2!? bao chứa một lượng nọc độc hợp lý;... Kế hoạch của Trắng gồm nhập thành dài và tấn công cánh Vua. Và nó có một điểm cộng lớn đó là bao hàm rất ít lý thuyết trong đó!"
|   | a | b | c | d | e | f | g | h |   |
| 8 | a8 black rook · c8 black bishop · d8 black queen · f8 black rook · g8 black king · a7 black pawn · b7 black pawn · e7 black pawn · f7 black pawn · g7 black bishop · h7 black pawn · c6 black knight · d6 black pawn · f6 black knight · g6 black pawn · d4 white knight · e4 white pawn · c3 white knight · e3 white bishop · a2 white pawn · b2 white pawn · c2 white pawn · d2 white queen · e2 white bishop · f2 white pawn · g2 white pawn · h2 white pawn · c1 white king · d1 white rook · h1 white rook | a8 black rook · c8 black bishop · d8 black queen · f8 black rook · g8 black king · a7 black pawn · b7 black pawn · e7 black pawn · f7 black pawn · g7 black bishop · h7 black pawn · c6 black knight · d6 black pawn · f6 black knight · g6 black pawn · d4 white knight · e4 white pawn · c3 white knight · e3 white bishop · a2 white pawn · b2 white pawn · c2 white pawn · d2 white queen · e2 white bishop · f2 white pawn · g2 white pawn · h2 white pawn · c1 white king · d1 white rook · h1 white rook | a8 black rook · c8 black bishop · d8 black queen · f8 black rook · g8 black king · a7 black pawn · b7 black pawn · e7 black pawn · f7 black pawn · g7 black bishop · h7 black pawn · c6 black knight · d6 black pawn · f6 black knight · g6 black pawn · d4 white knight · e4 white pawn · c3 white knight · e3 white bishop · a2 white pawn · b2 white pawn · c2 white pawn · d2 white queen · e2 white bishop · f2 white pawn · g2 white pawn · h2 white pawn · c1 white king · d1 white rook · h1 white rook | a8 black rook · c8 black bishop · d8 black queen · f8 black rook · g8 black king · a7 black pawn · b7 black pawn · e7 black pawn · f7 black pawn · g7 black bishop · h7 black pawn · c6 black knight · d6 black pawn · f6 black knight · g6 black pawn · d4 white knight · e4 white pawn · c3 white knight · e3 white bishop · a2 white pawn · b2 white pawn · c2 white pawn · d2 white queen · e2 white bishop · f2 white pawn · g2 white pawn · h2 white pawn · c1 white king · d1 white rook · h1 white rook | a8 black rook · c8 black bishop · d8 black queen · f8 black rook · g8 black king · a7 black pawn · b7 black pawn · e7 black pawn · f7 black pawn · g7 black bishop · h7 black pawn · c6 black knight · d6 black pawn · f6 black knight · g6 black pawn · d4 white knight · e4 white pawn · c3 white knight · e3 white bishop · a2 white pawn · b2 white pawn · c2 white pawn · d2 white queen · e2 white bishop · f2 white pawn · g2 white pawn · h2 white pawn · c1 white king · d1 white rook · h1 white rook | a8 black rook · c8 black bishop · d8 black queen · f8 black rook · g8 black king · a7 black pawn · b7 black pawn · e7 black pawn · f7 black pawn · g7 black bishop · h7 black pawn · c6 black knight · d6 black pawn · f6 black knight · g6 black pawn · d4 white knight · e4 white pawn · c3 white knight · e3 white bishop · a2 white pawn · b2 white pawn · c2 white pawn · d2 white queen · e2 white bishop · f2 white pawn · g2 white pawn · h2 white pawn · c1 white king · d1 white rook · h1 white rook | a8 black rook · c8 black bishop · d8 black queen · f8 black rook · g8 black king · a7 black pawn · b7 black pawn · e7 black pawn · f7 black pawn · g7 black bishop · h7 black pawn · c6 black knight · d6 black pawn · f6 black knight · g6 black pawn · d4 white knight · e4 white pawn · c3 white knight · e3 white bishop · a2 white pawn · b2 white pawn · c2 white pawn · d2 white queen · e2 white bishop · f2 white pawn · g2 white pawn · h2 white pawn · c1 white king · d1 white rook · h1 white rook | a8 black rook · c8 black bishop · d8 black queen · f8 black rook · g8 black king · a7 black pawn · b7 black pawn · e7 black pawn · f7 black pawn · g7 black bishop · h7 black pawn · c6 black knight · d6 black pawn · f6 black knight · g6 black pawn · d4 white knight · e4 white pawn · c3 white knight · e3 white bishop · a2 white pawn · b2 white pawn · c2 white pawn · d2 white queen · e2 white bishop · f2 white pawn · g2 white pawn · h2 white pawn · c1 white king · d1 white rook · h1 white rook | 8 |
| 7 | a8 black rook · c8 black bishop · d8 black queen · f8 black rook · g8 black king · a7 black pawn · b7 black pawn · e7 black pawn · f7 black pawn · g7 black bishop · h7 black pawn · c6 black knight · d6 black pawn · f6 black knight · g6 black pawn · d4 white knight · e4 white pawn · c3 white knight · e3 white bishop · a2 white pawn · b2 white pawn · c2 white pawn · d2 white queen · e2 white bishop · f2 white pawn · g2 white pawn · h2 white pawn · c1 white king · d1 white rook · h1 white rook | a8 black rook · c8 black bishop · d8 black queen · f8 black rook · g8 black king · a7 black pawn · b7 black pawn · e7 black pawn · f7 black pawn · g7 black bishop · h7 black pawn · c6 black knight · d6 black pawn · f6 black knight · g6 black pawn · d4 white knight · e4 white pawn · c3 white knight · e3 white bishop · a2 white pawn · b2 white pawn · c2 white pawn · d2 white queen · e2 white bishop · f2 white pawn · g2 white pawn · h2 white pawn · c1 white king · d1 white rook · h1 white rook | a8 black rook · c8 black bishop · d8 black queen · f8 black rook · g8 black king · a7 black pawn · b7 black pawn · e7 black pawn · f7 black pawn · g7 black bishop · h7 black pawn · c6 black knight · d6 black pawn · f6 black knight · g6 black pawn · d4 white knight · e4 white pawn · c3 white knight · e3 white bishop · a2 white pawn · b2 white pawn · c2 white pawn · d2 white queen · e2 white bishop · f2 white pawn · g2 white pawn · h2 white pawn · c1 white king · d1 white rook · h1 white rook | a8 black rook · c8 black bishop · d8 black queen · f8 black rook · g8 black king · a7 black pawn · b7 black pawn · e7 black pawn · f7 black pawn · g7 black bishop · h7 black pawn · c6 black knight · d6 black pawn · f6 black knight · g6 black pawn · d4 white knight · e4 white pawn · c3 white knight · e3 white bishop · a2 white pawn · b2 white pawn · c2 white pawn · d2 white queen · e2 white bishop · f2 white pawn · g2 white pawn · h2 white pawn · c1 white king · d1 white rook · h1 white rook | a8 black rook · c8 black bishop · d8 black queen · f8 black rook · g8 black king · a7 black pawn · b7 black pawn · e7 black pawn · f7 black pawn · g7 black bishop · h7 black pawn · c6 black knight · d6 black pawn · f6 black knight · g6 black pawn · d4 white knight · e4 white pawn · c3 white knight · e3 white bishop · a2 white pawn · b2 white pawn · c2 white pawn · d2 white queen · e2 white bishop · f2 white pawn · g2 white pawn · h2 white pawn · c1 white king · d1 white rook · h1 white rook | a8 black rook · c8 black bishop · d8 black queen · f8 black rook · g8 black king · a7 black pawn · b7 black pawn · e7 black pawn · f7 black pawn · g7 black bishop · h7 black pawn · c6 black knight · d6 black pawn · f6 black knight · g6 black pawn · d4 white knight · e4 white pawn · c3 white knight · e3 white bishop · a2 white pawn · b2 white pawn · c2 white pawn · d2 white queen · e2 white bishop · f2 white pawn · g2 white pawn · h2 white pawn · c1 white king · d1 white rook · h1 white rook | a8 black rook · c8 black bishop · d8 black queen · f8 black rook · g8 black king · a7 black pawn · b7 black pawn · e7 black pawn · f7 black pawn · g7 black bishop · h7 black pawn · c6 black knight · d6 black pawn · f6 black knight · g6 black pawn · d4 white knight · e4 white pawn · c3 white knight · e3 white bishop · a2 white pawn · b2 white pawn · c2 white pawn · d2 white queen · e2 white bishop · f2 white pawn · g2 white pawn · h2 white pawn · c1 white king · d1 white rook · h1 white rook | a8 black rook · c8 black bishop · d8 black queen · f8 black rook · g8 black king · a7 black pawn · b7 black pawn · e7 black pawn · f7 black pawn · g7 black bishop · h7 black pawn · c6 black knight · d6 black pawn · f6 black knight · g6 black pawn · d4 white knight · e4 white pawn · c3 white knight · e3 white bishop · a2 white pawn · b2 white pawn · c2 white pawn · d2 white queen · e2 white bishop · f2 white pawn · g2 white pawn · h2 white pawn · c1 white king · d1 white rook · h1 white rook | 7 |
| 6 | a8 black rook · c8 black bishop · d8 black queen · f8 black rook · g8 black king · a7 black pawn · b7 black pawn · e7 black pawn · f7 black pawn · g7 black bishop · h7 black pawn · c6 black knight · d6 black pawn · f6 black knight · g6 black pawn · d4 white knight · e4 white pawn · c3 white knight · e3 white bishop · a2 white pawn · b2 white pawn · c2 white pawn · d2 white queen · e2 white bishop · f2 white pawn · g2 white pawn · h2 white pawn · c1 white king · d1 white rook · h1 white rook | a8 black rook · c8 black bishop · d8 black queen · f8 black rook · g8 black king · a7 black pawn · b7 black pawn · e7 black pawn · f7 black pawn · g7 black bishop · h7 black pawn · c6 black knight · d6 black pawn · f6 black knight · g6 black pawn · d4 white knight · e4 white pawn · c3 white knight · e3 white bishop · a2 white pawn · b2 white pawn · c2 white pawn · d2 white queen · e2 white bishop · f2 white pawn · g2 white pawn · h2 white pawn · c1 white king · d1 white rook · h1 white rook | a8 black rook · c8 black bishop · d8 black queen · f8 black rook · g8 black king · a7 black pawn · b7 black pawn · e7 black pawn · f7 black pawn · g7 black bishop · h7 black pawn · c6 black knight · d6 black pawn · f6 black knight · g6 black pawn · d4 white knight · e4 white pawn · c3 white knight · e3 white bishop · a2 white pawn · b2 white pawn · c2 white pawn · d2 white queen · e2 white bishop · f2 white pawn · g2 white pawn · h2 white pawn · c1 white king · d1 white rook · h1 white rook | a8 black rook · c8 black bishop · d8 black queen · f8 black rook · g8 black king · a7 black pawn · b7 black pawn · e7 black pawn · f7 black pawn · g7 black bishop · h7 black pawn · c6 black knight · d6 black pawn · f6 black knight · g6 black pawn · d4 white knight · e4 white pawn · c3 white knight · e3 white bishop · a2 white pawn · b2 white pawn · c2 white pawn · d2 white queen · e2 white bishop · f2 white pawn · g2 white pawn · h2 white pawn · c1 white king · d1 white rook · h1 white rook | a8 black rook · c8 black bishop · d8 black queen · f8 black rook · g8 black king · a7 black pawn · b7 black pawn · e7 black pawn · f7 black pawn · g7 black bishop · h7 black pawn · c6 black knight · d6 black pawn · f6 black knight · g6 black pawn · d4 white knight · e4 white pawn · c3 white knight · e3 white bishop · a2 white pawn · b2 white pawn · c2 white pawn · d2 white queen · e2 white bishop · f2 white pawn · g2 white pawn · h2 white pawn · c1 white king · d1 white rook · h1 white rook | a8 black rook · c8 black bishop · d8 black queen · f8 black rook · g8 black king · a7 black pawn · b7 black pawn · e7 black pawn · f7 black pawn · g7 black bishop · h7 black pawn · c6 black knight · d6 black pawn · f6 black knight · g6 black pawn · d4 white knight · e4 white pawn · c3 white knight · e3 white bishop · a2 white pawn · b2 white pawn · c2 white pawn · d2 white queen · e2 white bishop · f2 white pawn · g2 white pawn · h2 white pawn · c1 white king · d1 white rook · h1 white rook | a8 black rook · c8 black bishop · d8 black queen · f8 black rook · g8 black king · a7 black pawn · b7 black pawn · e7 black pawn · f7 black pawn · g7 black bishop · h7 black pawn · c6 black knight · d6 black pawn · f6 black knight · g6 black pawn · d4 white knight · e4 white pawn · c3 white knight · e3 white bishop · a2 white pawn · b2 white pawn · c2 white pawn · d2 white queen · e2 white bishop · f2 white pawn · g2 white pawn · h2 white pawn · c1 white king · d1 white rook · h1 white rook | a8 black rook · c8 black bishop · d8 black queen · f8 black rook · g8 black king · a7 black pawn · b7 black pawn · e7 black pawn · f7 black pawn · g7 black bishop · h7 black pawn · c6 black knight · d6 black pawn · f6 black knight · g6 black pawn · d4 white knight · e4 white pawn · c3 white knight · e3 white bishop · a2 white pawn · b2 white pawn · c2 white pawn · d2 white queen · e2 white bishop · f2 white pawn · g2 white pawn · h2 white pawn · c1 white king · d1 white rook · h1 white rook | 6 |
| 5 | a8 black rook · c8 black bishop · d8 black queen · f8 black rook · g8 black king · a7 black pawn · b7 black pawn · e7 black pawn · f7 black pawn · g7 black bishop · h7 black pawn · c6 black knight · d6 black pawn · f6 black knight · g6 black pawn · d4 white knight · e4 white pawn · c3 white knight · e3 white bishop · a2 white pawn · b2 white pawn · c2 white pawn · d2 white queen · e2 white bishop · f2 white pawn · g2 white pawn · h2 white pawn · c1 white king · d1 white rook · h1 white rook | a8 black rook · c8 black bishop · d8 black queen · f8 black rook · g8 black king · a7 black pawn · b7 black pawn · e7 black pawn · f7 black pawn · g7 black bishop · h7 black pawn · c6 black knight · d6 black pawn · f6 black knight · g6 black pawn · d4 white knight · e4 white pawn · c3 white knight · e3 white bishop · a2 white pawn · b2 white pawn · c2 white pawn · d2 white queen · e2 white bishop · f2 white pawn · g2 white pawn · h2 white pawn · c1 white king · d1 white rook · h1 white rook | a8 black rook · c8 black bishop · d8 black queen · f8 black rook · g8 black king · a7 black pawn · b7 black pawn · e7 black pawn · f7 black pawn · g7 black bishop · h7 black pawn · c6 black knight · d6 black pawn · f6 black knight · g6 black pawn · d4 white knight · e4 white pawn · c3 white knight · e3 white bishop · a2 white pawn · b2 white pawn · c2 white pawn · d2 white queen · e2 white bishop · f2 white pawn · g2 white pawn · h2 white pawn · c1 white king · d1 white rook · h1 white rook | a8 black rook · c8 black bishop · d8 black queen · f8 black rook · g8 black king · a7 black pawn · b7 black pawn · e7 black pawn · f7 black pawn · g7 black bishop · h7 black pawn · c6 black knight · d6 black pawn · f6 black knight · g6 black pawn · d4 white knight · e4 white pawn · c3 white knight · e3 white bishop · a2 white pawn · b2 white pawn · c2 white pawn · d2 white queen · e2 white bishop · f2 white pawn · g2 white pawn · h2 white pawn · c1 white king · d1 white rook · h1 white rook | a8 black rook · c8 black bishop · d8 black queen · f8 black rook · g8 black king · a7 black pawn · b7 black pawn · e7 black pawn · f7 black pawn · g7 black bishop · h7 black pawn · c6 black knight · d6 black pawn · f6 black knight · g6 black pawn · d4 white knight · e4 white pawn · c3 white knight · e3 white bishop · a2 white pawn · b2 white pawn · c2 white pawn · d2 white queen · e2 white bishop · f2 white pawn · g2 white pawn · h2 white pawn · c1 white king · d1 white rook · h1 white rook | a8 black rook · c8 black bishop · d8 black queen · f8 black rook · g8 black king · a7 black pawn · b7 black pawn · e7 black pawn · f7 black pawn · g7 black bishop · h7 black pawn · c6 black knight · d6 black pawn · f6 black knight · g6 black pawn · d4 white knight · e4 white pawn · c3 white knight · e3 white bishop · a2 white pawn · b2 white pawn · c2 white pawn · d2 white queen · e2 white bishop · f2 white pawn · g2 white pawn · h2 white pawn · c1 white king · d1 white rook · h1 white rook | a8 black rook · c8 black bishop · d8 black queen · f8 black rook · g8 black king · a7 black pawn · b7 black pawn · e7 black pawn · f7 black pawn · g7 black bishop · h7 black pawn · c6 black knight · d6 black pawn · f6 black knight · g6 black pawn · d4 white knight · e4 white pawn · c3 white knight · e3 white bishop · a2 white pawn · b2 white pawn · c2 white pawn · d2 white queen · e2 white bishop · f2 white pawn · g2 white pawn · h2 white pawn · c1 white king · d1 white rook · h1 white rook | a8 black rook · c8 black bishop · d8 black queen · f8 black rook · g8 black king · a7 black pawn · b7 black pawn · e7 black pawn · f7 black pawn · g7 black bishop · h7 black pawn · c6 black knight · d6 black pawn · f6 black knight · g6 black pawn · d4 white knight · e4 white pawn · c3 white knight · e3 white bishop · a2 white pawn · b2 white pawn · c2 white pawn · d2 white queen · e2 white bishop · f2 white pawn · g2 white pawn · h2 white pawn · c1 white king · d1 white rook · h1 white rook | 5 |
| 4 | a8 black rook · c8 black bishop · d8 black queen · f8 black rook · g8 black king · a7 black pawn · b7 black pawn · e7 black pawn · f7 black pawn · g7 black bishop · h7 black pawn · c6 black knight · d6 black pawn · f6 black knight · g6 black pawn · d4 white knight · e4 white pawn · c3 white knight · e3 white bishop · a2 white pawn · b2 white pawn · c2 white pawn · d2 white queen · e2 white bishop · f2 white pawn · g2 white pawn · h2 white pawn · c1 white king · d1 white rook · h1 white rook | a8 black rook · c8 black bishop · d8 black queen · f8 black rook · g8 black king · a7 black pawn · b7 black pawn · e7 black pawn · f7 black pawn · g7 black bishop · h7 black pawn · c6 black knight · d6 black pawn · f6 black knight · g6 black pawn · d4 white knight · e4 white pawn · c3 white knight · e3 white bishop · a2 white pawn · b2 white pawn · c2 white pawn · d2 white queen · e2 white bishop · f2 white pawn · g2 white pawn · h2 white pawn · c1 white king · d1 white rook · h1 white rook | a8 black rook · c8 black bishop · d8 black queen · f8 black rook · g8 black king · a7 black pawn · b7 black pawn · e7 black pawn · f7 black pawn · g7 black bishop · h7 black pawn · c6 black knight · d6 black pawn · f6 black knight · g6 black pawn · d4 white knight · e4 white pawn · c3 white knight · e3 white bishop · a2 white pawn · b2 white pawn · c2 white pawn · d2 white queen · e2 white bishop · f2 white pawn · g2 white pawn · h2 white pawn · c1 white king · d1 white rook · h1 white rook | a8 black rook · c8 black bishop · d8 black queen · f8 black rook · g8 black king · a7 black pawn · b7 black pawn · e7 black pawn · f7 black pawn · g7 black bishop · h7 black pawn · c6 black knight · d6 black pawn · f6 black knight · g6 black pawn · d4 white knight · e4 white pawn · c3 white knight · e3 white bishop · a2 white pawn · b2 white pawn · c2 white pawn · d2 white queen · e2 white bishop · f2 white pawn · g2 white pawn · h2 white pawn · c1 white king · d1 white rook · h1 white rook | a8 black rook · c8 black bishop · d8 black queen · f8 black rook · g8 black king · a7 black pawn · b7 black pawn · e7 black pawn · f7 black pawn · g7 black bishop · h7 black pawn · c6 black knight · d6 black pawn · f6 black knight · g6 black pawn · d4 white knight · e4 white pawn · c3 white knight · e3 white bishop · a2 white pawn · b2 white pawn · c2 white pawn · d2 white queen · e2 white bishop · f2 white pawn · g2 white pawn · h2 white pawn · c1 white king · d1 white rook · h1 white rook | a8 black rook · c8 black bishop · d8 black queen · f8 black rook · g8 black king · a7 black pawn · b7 black pawn · e7 black pawn · f7 black pawn · g7 black bishop · h7 black pawn · c6 black knight · d6 black pawn · f6 black knight · g6 black pawn · d4 white knight · e4 white pawn · c3 white knight · e3 white bishop · a2 white pawn · b2 white pawn · c2 white pawn · d2 white queen · e2 white bishop · f2 white pawn · g2 white pawn · h2 white pawn · c1 white king · d1 white rook · h1 white rook | a8 black rook · c8 black bishop · d8 black queen · f8 black rook · g8 black king · a7 black pawn · b7 black pawn · e7 black pawn · f7 black pawn · g7 black bishop · h7 black pawn · c6 black knight · d6 black pawn · f6 black knight · g6 black pawn · d4 white knight · e4 white pawn · c3 white knight · e3 white bishop · a2 white pawn · b2 white pawn · c2 white pawn · d2 white queen · e2 white bishop · f2 white pawn · g2 white pawn · h2 white pawn · c1 white king · d1 white rook · h1 white rook | a8 black rook · c8 black bishop · d8 black queen · f8 black rook · g8 black king · a7 black pawn · b7 black pawn · e7 black pawn · f7 black pawn · g7 black bishop · h7 black pawn · c6 black knight · d6 black pawn · f6 black knight · g6 black pawn · d4 white knight · e4 white pawn · c3 white knight · e3 white bishop · a2 white pawn · b2 white pawn · c2 white pawn · d2 white queen · e2 white bishop · f2 white pawn · g2 white pawn · h2 white pawn · c1 white king · d1 white rook · h1 white rook | 4 |
| 3 | a8 black rook · c8 black bishop · d8 black queen · f8 black rook · g8 black king · a7 black pawn · b7 black pawn · e7 black pawn · f7 black pawn · g7 black bishop · h7 black pawn · c6 black knight · d6 black pawn · f6 black knight · g6 black pawn · d4 white knight · e4 white pawn · c3 white knight · e3 white bishop · a2 white pawn · b2 white pawn · c2 white pawn · d2 white queen · e2 white bishop · f2 white pawn · g2 white pawn · h2 white pawn · c1 white king · d1 white rook · h1 white rook | a8 black rook · c8 black bishop · d8 black queen · f8 black rook · g8 black king · a7 black pawn · b7 black pawn · e7 black pawn · f7 black pawn · g7 black bishop · h7 black pawn · c6 black knight · d6 black pawn · f6 black knight · g6 black pawn · d4 white knight · e4 white pawn · c3 white knight · e3 white bishop · a2 white pawn · b2 white pawn · c2 white pawn · d2 white queen · e2 white bishop · f2 white pawn · g2 white pawn · h2 white pawn · c1 white king · d1 white rook · h1 white rook | a8 black rook · c8 black bishop · d8 black queen · f8 black rook · g8 black king · a7 black pawn · b7 black pawn · e7 black pawn · f7 black pawn · g7 black bishop · h7 black pawn · c6 black knight · d6 black pawn · f6 black knight · g6 black pawn · d4 white knight · e4 white pawn · c3 white knight · e3 white bishop · a2 white pawn · b2 white pawn · c2 white pawn · d2 white queen · e2 white bishop · f2 white pawn · g2 white pawn · h2 white pawn · c1 white king · d1 white rook · h1 white rook | a8 black rook · c8 black bishop · d8 black queen · f8 black rook · g8 black king · a7 black pawn · b7 black pawn · e7 black pawn · f7 black pawn · g7 black bishop · h7 black pawn · c6 black knight · d6 black pawn · f6 black knight · g6 black pawn · d4 white knight · e4 white pawn · c3 white knight · e3 white bishop · a2 white pawn · b2 white pawn · c2 white pawn · d2 white queen · e2 white bishop · f2 white pawn · g2 white pawn · h2 white pawn · c1 white king · d1 white rook · h1 white rook | a8 black rook · c8 black bishop · d8 black queen · f8 black rook · g8 black king · a7 black pawn · b7 black pawn · e7 black pawn · f7 black pawn · g7 black bishop · h7 black pawn · c6 black knight · d6 black pawn · f6 black knight · g6 black pawn · d4 white knight · e4 white pawn · c3 white knight · e3 white bishop · a2 white pawn · b2 white pawn · c2 white pawn · d2 white queen · e2 white bishop · f2 white pawn · g2 white pawn · h2 white pawn · c1 white king · d1 white rook · h1 white rook | a8 black rook · c8 black bishop · d8 black queen · f8 black rook · g8 black king · a7 black pawn · b7 black pawn · e7 black pawn · f7 black pawn · g7 black bishop · h7 black pawn · c6 black knight · d6 black pawn · f6 black knight · g6 black pawn · d4 white knight · e4 white pawn · c3 white knight · e3 white bishop · a2 white pawn · b2 white pawn · c2 white pawn · d2 white queen · e2 white bishop · f2 white pawn · g2 white pawn · h2 white pawn · c1 white king · d1 white rook · h1 white rook | a8 black rook · c8 black bishop · d8 black queen · f8 black rook · g8 black king · a7 black pawn · b7 black pawn · e7 black pawn · f7 black pawn · g7 black bishop · h7 black pawn · c6 black knight · d6 black pawn · f6 black knight · g6 black pawn · d4 white knight · e4 white pawn · c3 white knight · e3 white bishop · a2 white pawn · b2 white pawn · c2 white pawn · d2 white queen · e2 white bishop · f2 white pawn · g2 white pawn · h2 white pawn · c1 white king · d1 white rook · h1 white rook | a8 black rook · c8 black bishop · d8 black queen · f8 black rook · g8 black king · a7 black pawn · b7 black pawn · e7 black pawn · f7 black pawn · g7 black bishop · h7 black pawn · c6 black knight · d6 black pawn · f6 black knight · g6 black pawn · d4 white knight · e4 white pawn · c3 white knight · e3 white bishop · a2 white pawn · b2 white pawn · c2 white pawn · d2 white queen · e2 white bishop · f2 white pawn · g2 white pawn · h2 white pawn · c1 white king · d1 white rook · h1 white rook | 3 |
| 2 | a8 black rook · c8 black bishop · d8 black queen · f8 black rook · g8 black king · a7 black pawn · b7 black pawn · e7 black pawn · f7 black pawn · g7 black bishop · h7 black pawn · c6 black knight · d6 black pawn · f6 black knight · g6 black pawn · d4 white knight · e4 white pawn · c3 white knight · e3 white bishop · a2 white pawn · b2 white pawn · c2 white pawn · d2 white queen · e2 white bishop · f2 white pawn · g2 white pawn · h2 white pawn · c1 white king · d1 white rook · h1 white rook | a8 black rook · c8 black bishop · d8 black queen · f8 black rook · g8 black king · a7 black pawn · b7 black pawn · e7 black pawn · f7 black pawn · g7 black bishop · h7 black pawn · c6 black knight · d6 black pawn · f6 black knight · g6 black pawn · d4 white knight · e4 white pawn · c3 white knight · e3 white bishop · a2 white pawn · b2 white pawn · c2 white pawn · d2 white queen · e2 white bishop · f2 white pawn · g2 white pawn · h2 white pawn · c1 white king · d1 white rook · h1 white rook | a8 black rook · c8 black bishop · d8 black queen · f8 black rook · g8 black king · a7 black pawn · b7 black pawn · e7 black pawn · f7 black pawn · g7 black bishop · h7 black pawn · c6 black knight · d6 black pawn · f6 black knight · g6 black pawn · d4 white knight · e4 white pawn · c3 white knight · e3 white bishop · a2 white pawn · b2 white pawn · c2 white pawn · d2 white queen · e2 white bishop · f2 white pawn · g2 white pawn · h2 white pawn · c1 white king · d1 white rook · h1 white rook | a8 black rook · c8 black bishop · d8 black queen · f8 black rook · g8 black king · a7 black pawn · b7 black pawn · e7 black pawn · f7 black pawn · g7 black bishop · h7 black pawn · c6 black knight · d6 black pawn · f6 black knight · g6 black pawn · d4 white knight · e4 white pawn · c3 white knight · e3 white bishop · a2 white pawn · b2 white pawn · c2 white pawn · d2 white queen · e2 white bishop · f2 white pawn · g2 white pawn · h2 white pawn · c1 white king · d1 white rook · h1 white rook | a8 black rook · c8 black bishop · d8 black queen · f8 black rook · g8 black king · a7 black pawn · b7 black pawn · e7 black pawn · f7 black pawn · g7 black bishop · h7 black pawn · c6 black knight · d6 black pawn · f6 black knight · g6 black pawn · d4 white knight · e4 white pawn · c3 white knight · e3 white bishop · a2 white pawn · b2 white pawn · c2 white pawn · d2 white queen · e2 white bishop · f2 white pawn · g2 white pawn · h2 white pawn · c1 white king · d1 white rook · h1 white rook | a8 black rook · c8 black bishop · d8 black queen · f8 black rook · g8 black king · a7 black pawn · b7 black pawn · e7 black pawn · f7 black pawn · g7 black bishop · h7 black pawn · c6 black knight · d6 black pawn · f6 black knight · g6 black pawn · d4 white knight · e4 white pawn · c3 white knight · e3 white bishop · a2 white pawn · b2 white pawn · c2 white pawn · d2 white queen · e2 white bishop · f2 white pawn · g2 white pawn · h2 white pawn · c1 white king · d1 white rook · h1 white rook | a8 black rook · c8 black bishop · d8 black queen · f8 black rook · g8 black king · a7 black pawn · b7 black pawn · e7 black pawn · f7 black pawn · g7 black bishop · h7 black pawn · c6 black knight · d6 black pawn · f6 black knight · g6 black pawn · d4 white knight · e4 white pawn · c3 white knight · e3 white bishop · a2 white pawn · b2 white pawn · c2 white pawn · d2 white queen · e2 white bishop · f2 white pawn · g2 white pawn · h2 white pawn · c1 white king · d1 white rook · h1 white rook | a8 black rook · c8 black bishop · d8 black queen · f8 black rook · g8 black king · a7 black pawn · b7 black pawn · e7 black pawn · f7 black pawn · g7 black bishop · h7 black pawn · c6 black knight · d6 black pawn · f6 black knight · g6 black pawn · d4 white knight · e4 white pawn · c3 white knight · e3 white bishop · a2 white pawn · b2 white pawn · c2 white pawn · d2 white queen · e2 white bishop · f2 white pawn · g2 white pawn · h2 white pawn · c1 white king · d1 white rook · h1 white rook | 2 |
| 1 | a8 black rook · c8 black bishop · d8 black queen · f8 black rook · g8 black king · a7 black pawn · b7 black pawn · e7 black pawn · f7 black pawn · g7 black bishop · h7 black pawn · c6 black knight · d6 black pawn · f6 black knight · g6 black pawn · d4 white knight · e4 white pawn · c3 white knight · e3 white bishop · a2 white pawn · b2 white pawn · c2 white pawn · d2 white queen · e2 white bishop · f2 white pawn · g2 white pawn · h2 white pawn · c1 white king · d1 white rook · h1 white rook | a8 black rook · c8 black bishop · d8 black queen · f8 black rook · g8 black king · a7 black pawn · b7 black pawn · e7 black pawn · f7 black pawn · g7 black bishop · h7 black pawn · c6 black knight · d6 black pawn · f6 black knight · g6 black pawn · d4 white knight · e4 white pawn · c3 white knight · e3 white bishop · a2 white pawn · b2 white pawn · c2 white pawn · d2 white queen · e2 white bishop · f2 white pawn · g2 white pawn · h2 white pawn · c1 white king · d1 white rook · h1 white rook | a8 black rook · c8 black bishop · d8 black queen · f8 black rook · g8 black king · a7 black pawn · b7 black pawn · e7 black pawn · f7 black pawn · g7 black bishop · h7 black pawn · c6 black knight · d6 black pawn · f6 black knight · g6 black pawn · d4 white knight · e4 white pawn · c3 white knight · e3 white bishop · a2 white pawn · b2 white pawn · c2 white pawn · d2 white queen · e2 white bishop · f2 white pawn · g2 white pawn · h2 white pawn · c1 white king · d1 white rook · h1 white rook | a8 black rook · c8 black bishop · d8 black queen · f8 black rook · g8 black king · a7 black pawn · b7 black pawn · e7 black pawn · f7 black pawn · g7 black bishop · h7 black pawn · c6 black knight · d6 black pawn · f6 black knight · g6 black pawn · d4 white knight · e4 white pawn · c3 white knight · e3 white bishop · a2 white pawn · b2 white pawn · c2 white pawn · d2 white queen · e2 white bishop · f2 white pawn · g2 white pawn · h2 white pawn · c1 white king · d1 white rook · h1 white rook | a8 black rook · c8 black bishop · d8 black queen · f8 black rook · g8 black king · a7 black pawn · b7 black pawn · e7 black pawn · f7 black pawn · g7 black bishop · h7 black pawn · c6 black knight · d6 black pawn · f6 black knight · g6 black pawn · d4 white knight · e4 white pawn · c3 white knight · e3 white bishop · a2 white pawn · b2 white pawn · c2 white pawn · d2 white queen · e2 white bishop · f2 white pawn · g2 white pawn · h2 white pawn · c1 white king · d1 white rook · h1 white rook | a8 black rook · c8 black bishop · d8 black queen · f8 black rook · g8 black king · a7 black pawn · b7 black pawn · e7 black pawn · f7 black pawn · g7 black bishop · h7 black pawn · c6 black knight · d6 black pawn · f6 black knight · g6 black pawn · d4 white knight · e4 white pawn · c3 white knight · e3 white bishop · a2 white pawn · b2 white pawn · c2 white pawn · d2 white queen · e2 white bishop · f2 white pawn · g2 white pawn · h2 white pawn · c1 white king · d1 white rook · h1 white rook | a8 black rook · c8 black bishop · d8 black queen · f8 black rook · g8 black king · a7 black pawn · b7 black pawn · e7 black pawn · f7 black pawn · g7 black bishop · h7 black pawn · c6 black knight · d6 black pawn · f6 black knight · g6 black pawn · d4 white knight · e4 white pawn · c3 white knight · e3 white bishop · a2 white pawn · b2 white pawn · c2 white pawn · d2 white queen · e2 white bishop · f2 white pawn · g2 white pawn · h2 white pawn · c1 white king · d1 white rook · h1 white rook | a8 black rook · c8 black bishop · d8 black queen · f8 black rook · g8 black king · a7 black pawn · b7 black pawn · e7 black pawn · f7 black pawn · g7 black bishop · h7 black pawn · c6 black knight · d6 black pawn · f6 black knight · g6 black pawn · d4 white knight · e4 white pawn · c3 white knight · e3 white bishop · a2 white pawn · b2 white pawn · c2 white pawn · d2 white queen · e2 white bishop · f2 white pawn · g2 white pawn · h2 white pawn · c1 white king · d1 white rook · h1 white rook | 1 |
|   | a | b | c | d | e | f | g | h |   |

Sau các nước cơ bản 8... Mc6 9. 0-0-0, Đen có một số lựa chọn được liệt kê dưới đây theo thứ tự phổ biến:
- 9... Mxd4. Nước đi này dẫn đến những cơ hội định vị và tấn công cho cả hai bên. Trắng phải ý thức được việc Đen có thể có những cơ hội đổi quân hy sinh ở c3 nhằm khai thác Tốt e4 không có quân bảo vệ. 10.Txd4 Te6 11.Vb1! là những nước chuẩn bị tốt trong nhiều diễn biến của Phương án con rồng. Trắng muốn có thể chơi Md5 nếu tình thế trở nên thuận lợi hơn. Vua Trắng đồng thời tránh khỏi cột mở c nơi mà rất nhiều phương án phản công cho Đen có thể hình thành. Với 11...Ha5 ta được thế trận mà cơ hội cho cả hai tương đối cân bằng.
- 9... Td7 Nước đi này cho phép Đen giữ tất cả các quân trên bàn cờ để gắn kết một cuộc tấn công. Sau 10.h4!, Đen cần ngăn chặn Tốt h của Trắng bằng 10...h5!. 11.f3 Xc8 12.Vb1 Me5 13.Tg5!, Đen giờ có thể tiến tới đột phá với 13...b5!?, một thế trận thú vị cho cuộc chiến trên bàn cờ.
- 9... Mg4 Nước đi này nhằm kiếm lợi thế cặp Tượng nhờ khai thác việc Trắng không chơi f3 từ đầu. Đồng ý đổi Tượng lấy Mã thường là ổn cho Trắng sau khi xem xét rằng quân Tượng ô Trắng của họ ít giá trị hơn nếu so sánh với tính năng phòng thủ của Mã f6 của đối phương và ngoài ra Trắng còn lợi nước với việc chơi f2-f3 đuổi Tượng về sau khi ăn Mã. 10.Txg4 Txg4 11.f3 Td7 12.Vb1 Me5 13.b3! Xc8 14.h4 Xe8! Một lần nữa, cả hai bên đều có những cơ hội tốt.
- 9... d5!? 10.exd5 Mxd5 11.Mxc6 bxc6 12.Mxd5 cxd5 13.Hxd5 Hc7! Đen đổi hai Xe lấy Hậu nhưng vẫn giữ được những cơ hội tấn công. 14.Hxa8! Tf5 15.Hxf8+ Vxf8 16.Td3! Te6 17.Vb1
- 9... a6 10.Vb1 Mxd4 11.Txd4 b5 12.h4! h5 13.f3 Te6 14.g4! J.Van der Wiel - H. Eidam, Gran Canaria 1996.

## Lựa chọn khác
Những sự lựa chọn khác cho Trắng ở nước thứ 6 bao gồm 6. Tc4, 6. f3, và 6. g3.
Khi Đen chấp nhận sự hình thành phương án con rồng mà không chơi 2...d6, Trắng phải đề phòng nước...d5 thường cân bằng cờ ngay lập tức. Những diễn biến mà Đen chơi như vậy gồm có Accelerated Dragon (1.e4 c5 2.Mf3 Mc6 3.d4 cxd4 4.Mxd4 g6) và Hyper-Accelerated Dragon (1.e4 c5 2.Mf3 g6).
Một lựa chọn khác cho Đen có tên gọi "Dragodorf", một sự phối hợp ý tưởng giữa phương án con rồng và phương án Najdorf. Diễn biến này có thể được chơi thông qua trật tự nước đi của phương án con rồng (xem bài Tấn công Yugoslav với 9.Tc4). Đen có thể phát sinh nó với một trật tự nước đi theo phương án Najdorf: 1.e4 c5 2.Mf3 d6 3.d4 cxd4 4.Mxd4 Mf6 5.Mc3 a6 6.Te3 g6 (hoặc 5...g6 6.Te3 a6), với ý định Tg7 và Mbd7. Một thứ tự các nước đi như vậy sẽ được sử dụng để cố gắng tránh gặp kiểu tấn công Yugoslav; ví dụ, sau khi 1.e4 c5 2.Mf3 d6 3.d4 cxd4 4.Mxd4 Mf6 5.Mc3 a6, Trắng có thể chơi 6.Te2 hoặc 6.f4. Trong cả hai trường hợp, đặc biệt là trường hợp 2, phong cách tấn công Yugoslav đã mất đi một vài động lực. Thường thì Tượng sẽ được đặt ở vị trí lý tưởng hơn là c4, vừa có thể gây áp lực lên ô f7 vừa giúp phòng thủ Vua Trắng (dù trong cách chơi 9.0-0-0 của phương án con rồng cho thấy điều này là không hoàn toàn cần thiết), và nếu Trắng chơi f4 rồi nhập thành dài, họ sẽ luôn phải cảnh giác trước Mg4. Dù sao, phong cách tấn công Yugoslav vẫn có thể chơi sau 6.Te2 g6 hay 6.f4 g6.
Một vài kỳ thủ nổi tiếng theo phương án con rồng như Veselin Topalov, Andrew Soltis, Jonathan Mestel, Chris Ward, Sergei Tiviakov, Alexei Fedorov, Mikhail Golubev, Tony Miles và Eduard Gufeld. Garry Kasparov từng áp dụng phương án con rồng thành công như một thứ vũ khí bất ngờ chống lại người thách thức danh hiệu vô địch thế giới Viswanathan Anand vào năm 1995, nhưng ông đã không còn dùng nó sau đó. Vào cuối thập niên 1990 sự phổ biến của phương án con rồng đã giảm đi do Trắng khôi phục lại diễn biến cũ 9.0-0-0, tuy nhiên gần đây nó đã được hồi sinh với những nước đi ví dụ như con rồng Trung Quốc 10.0-0-0 Xb8!? và những ý tưởng mới được thêm vào diễn biến 9.0-0-0 bởi những tín đồ của phương án này.

## Mã ECO
Trong "Bách khoa toàn thư về Khai cuộc Cờ vua" (ECO) bao gồm 10 mã ký hiệu cho phương án con rồng, từ B70 đến B79. Sau các nước 1.e4 c5 2.Mf3 d6 3.d4 cxd4 4.Mxd4 Mf6, ta có:
- B70 5.Mc3 g6
- B71 5.Mc3 g6 6.f4 (Phương án Levenfish)
- B72 5.Mc3 g6 6.Te3
- B73 5.Mc3 g6 6.Te3 Tg7 7.Te2 Mc6 8.0-0 (Phương án Cổ điển)
- B74 5.Mc3 g6 6.Te3 Tg7 7.Te2 Mc6 8.0-0 0-0 9.Nb3
- B75 5.Mc3 g6 6.Te3 Tg7 7.f3 (Tấn công Yugoslav)
- B76 5.Mc3 g6 6.Te3 Tg7 7.f3 0-0
- B77 5.Mc3 g6 6.Te3 Tg7 7.f3 0-0 8.Hd2 Mc6 9.Tc4
- B78 5.Mc3 g6 6.Te3 Tg7 7.f3 0-0 8.Hd2 Mc6 9.Tc4 Td7 10.0-0-0
- B79 5.Mc3 g6 6.Te3 Tg7 7.f3 0-0 8.Hd2 Mc6 9.Tc4 Td7 10.0-0-0 Ha5 11.Tb3 Xfc8 12.h4